# Liste der Biografien/Rai
Liste der Biografien |
Portal Biografien |
Personensuche
# |
A |
B |
C |
D |
E |
F |
G |
H |
I |
J |
K |
L |
M |
N |
O |
P |
Q |
R |
S |
T |
U |
V |
W |
X |
Y |
Z |
?
 
Ra |
Rb |
Rd |
Re |
Rh |
Ri |
Rj |
Rk |
Rl |
Rm |
Rn |
Ro |
Rr |
Rs |
Rt |
Ru |
Rv |
Rw |
Rx |
Ry |
Rz
 
Raa |
Rab |
Rac |
Rad |
Rae–Rah |
Rai |
Raj |
Rak |
Ral |
Ram |
Ran |
Rao |
Rap |
Raq |
Rar |
Ras |
Rat |
Rau |
Rav |
Raw |
Rax |
Ray |
Raz
Die Liste der Biografien führt alle Personen auf, die in der deutschsprachigen Wikipedia einen Artikel haben. Dieses ist eine Teilliste mit 498 Einträgen von Personen, deren Namen mit den Buchstaben „Rai“ beginnt.

## Rai
- Rai, altägyptische Amme der Königstochter Ahmose Nefertari
- Raí (* 1965), brasilianischer Fußballspieler
- Rai, Aishwarya (* 1973), indisches Model und SchauspielerinAishwarya Rai (* 1973)

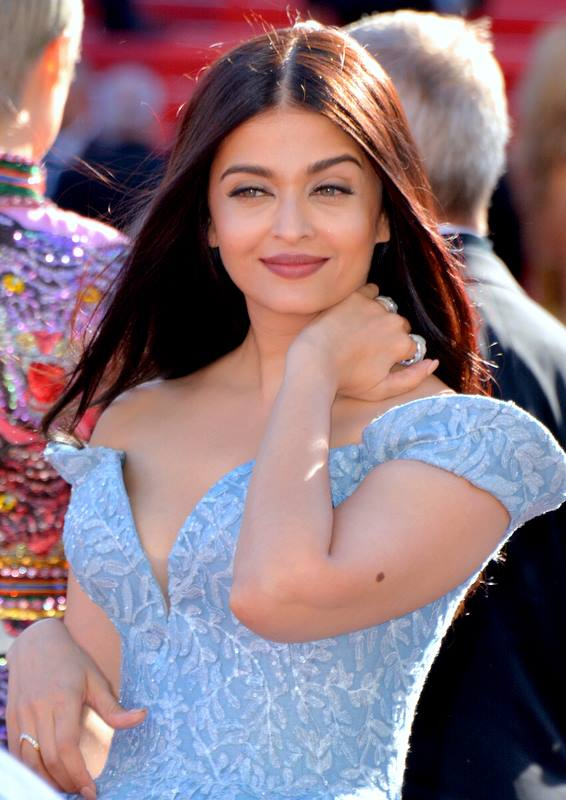
Aishwarya Rai (* 1973)

- Rai, Ajeet (* 1999), neuseeländischer Tennisspieler
- Rai, Aryan (* 2001), nepalesischer Fußballspieler
- Rai, Bali (* 1971), britischer Jugendbuchautor
- Raï, Béchara Pierre (* 1940), libanesischer Ordensgeistlicher, Bischof, Maronitischer Patriarch von Antiochien und des ganzen Orients
- Rai, Bhumiraj (* 1989), nepalesischer Langstreckenläufer
- Rai, Bina (1931–2009), indische Filmschauspielerin
- Raï, Boutros (1922–1994), syrischer Erzbischof
- Rai, Edgar (* 1967), deutscher Schriftsteller, Übersetzer und Buchhändler
- Rai, Fred (1941–2015), deutscher Reiter, Reitlehrer, Pferdeflüsterer, Autor, Country-Sänger und Freizeitparkgründer
- Rai, Himansu (1892–1940), indischer Filmregisseur, Schauspieler und Filmproduzent
- Rai, I Gusti Ngurah (1917–1946), indonesischer Militär
- Rai, Lala Lajpat (1865–1928), indischer Politiker
- Rai, Mira (* 1988), nepalesische Trailläuferin
- Rai, Pamela (* 1966), kanadische Schwimmerin
- Rai, Priya Anjali (* 1977), amerikanische Pornodarstellerin mit indischen WurzelnPriya Anjali Rai (* 1977)

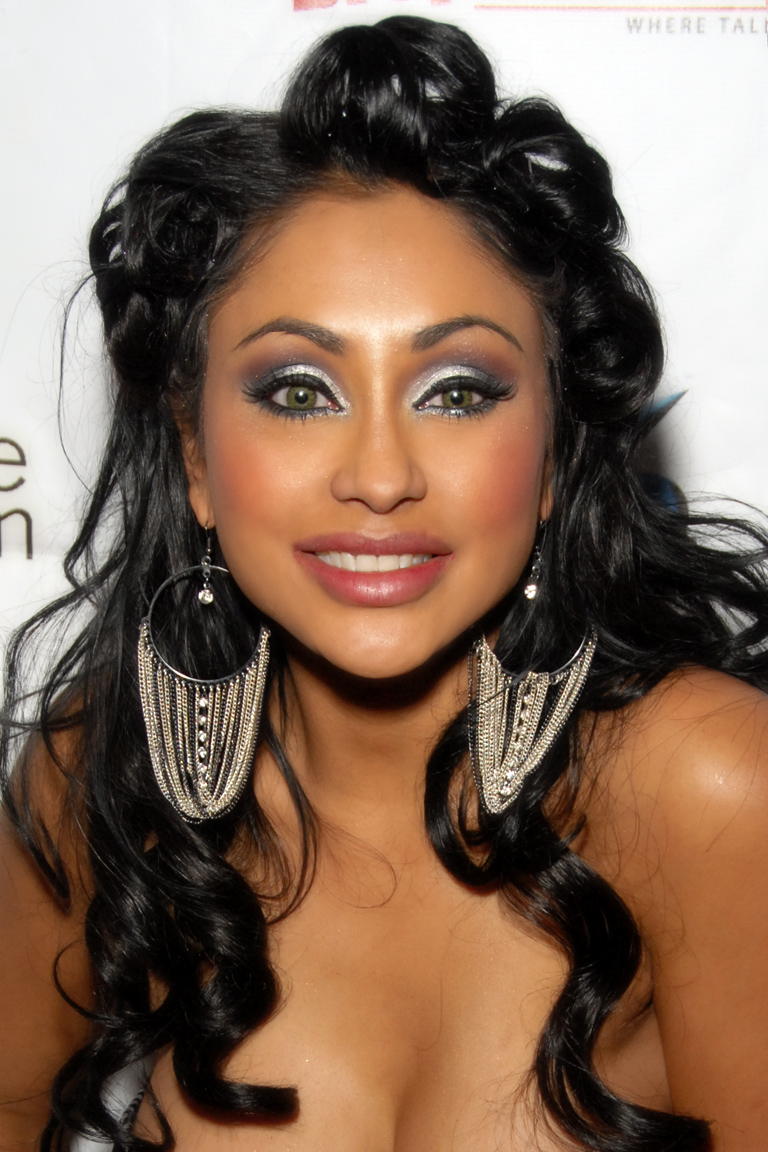
Priya Anjali Rai (* 1977)

- Rai, Raghu (* 1942), indischer Pressefotograf
- Rai, Raju (* 1983), US-amerikanischer Badmintonspieler
- Rai, San’yō (1780–1832), japanischer Historiker und Dichter
- Rai, Sara (* 1956), indische Schriftstellerin

### Raib
- Raiber, Jan (* 1980), deutscher Regisseur, Kameramann und Filmeditor
- Raiber, Jürgen (* 1957), deutscher Maler und Bildhauer
- Raibert, Marc (* 1949), US-amerikanischer Robotiker und Unternehmer
- Raible, Claus (* 1967), deutscher Jazzmusiker
- Raible, Karl (1924–2018), deutscher Brauwissenschaftler
- Raible, Otto (1887–1966), deutscher Ordenspriester, Missionar und römisch-katholischer Bischof
- Raible, Steve (* 1954), US-amerikanischer Moderator, Footballspieler und Autor
- Raible, Wolfgang (1939–2024), deutscher Sprachwissenschaftler
- Raibolini, Giacomo (1484–1557), italienischer Maler der Renaissance

### Raic
- Raič, Božidar (1827–1886), österreichischer Politiker
- Raica, Steven John (* 1952), US-amerikanischer Geistlicher und römisch-katholischer Bischof von Birmingham
- Raicea, Iulian (* 1973), rumänischer Sportschütze
- Raicer, Ted (* 1958), US-amerikanischer Spieleautor
- Raičević, Milena (* 1990), montenegrinische Handballspielerin
- Raičević, Vladimir (* 1949), serbischer Schachmeister
- Raich, Alexis (* 1994), US-amerikanische Schauspielerin
- Raich, Benjamin (* 1978), österreichischer SkirennläuferBenjamin Raich (* 1978)

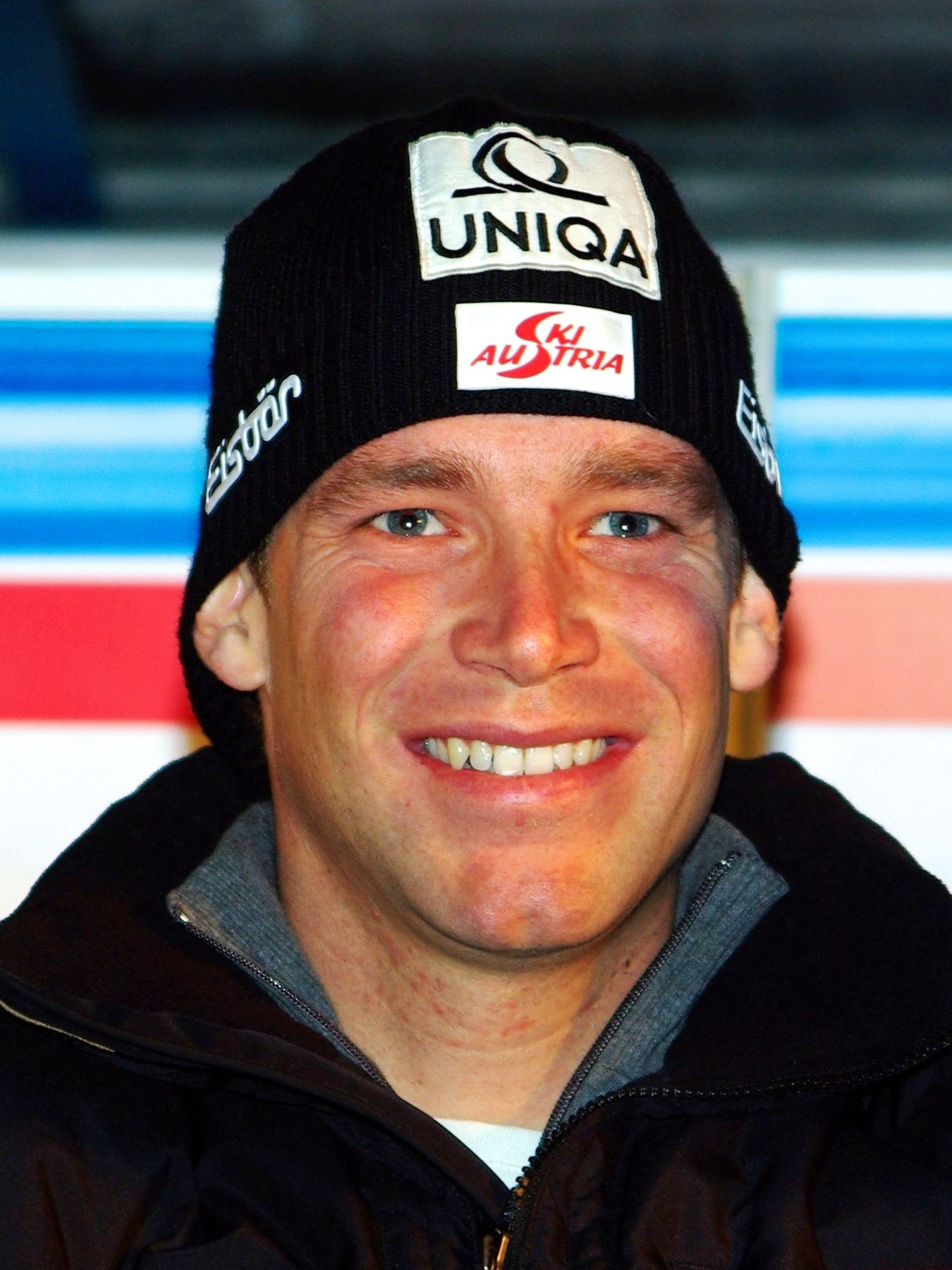
Benjamin Raich (* 1978)

- Raich, Carina (* 1979), österreichische Skirennläuferin
- Raich, Hermann (1934–2009), österreichischer Geistlicher, Bischof von Wabag, Papua-Neuguinea
- Raich, Johann Michael (1832–1907), deutscher Priester und Mainzer Domherr
- Raich, Leonie (* 2005), österreichische Skirennläuferin
- Raich, Sarah (* 1979), deutsch-österreichische Autorin
- Raich, Tanja (* 1977), österreichische Sängerin und Gesangspädagogin
- Raich, Tanja (* 1986), italienische Schriftstellerin (Südtirol)
- Raichel, Idan (* 1977), israelischer Texter und MusikerIdan Raichel (* 1977)

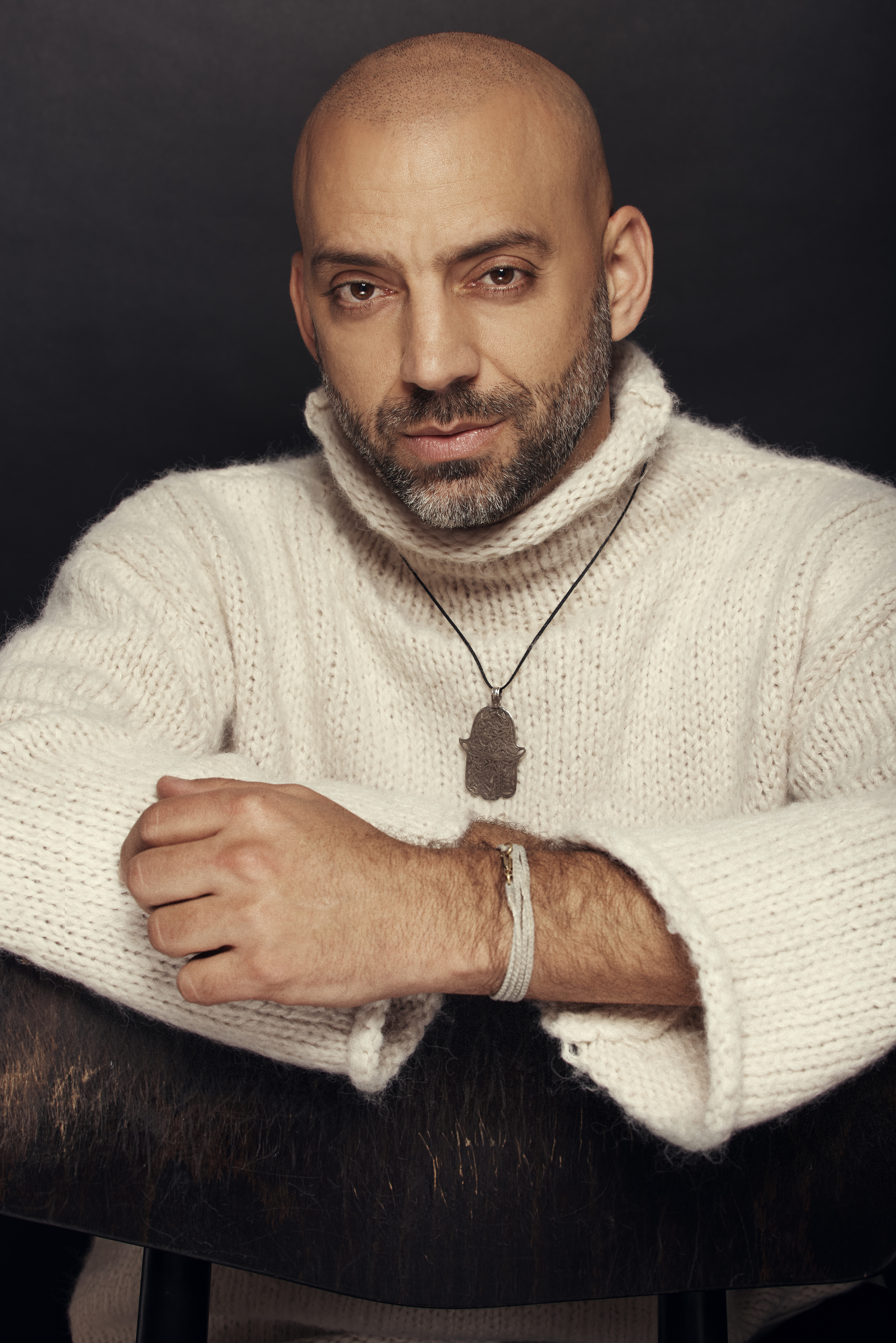
Idan Raichel (* 1977)

- Raichl, Miroslav (1930–1998), tschechischer Komponist und Musikpädagoge
- Raichle, Gerhart (* 1940), deutscher Politiker (FDP)
- Raichle, Hanno (* 1978), deutscher Drehbuchautor
- Raichle, Karl (1889–1965), deutscher Zinnschmied und Metallkünstler
- Raichle, Marcus E. (* 1937), US-amerikanischer Neurowissenschaftler
- Raičković, Dejan (* 1967), montenegrinischer Fußballtrainer
- Raicu, Alexandru (* 1996), rumänischer Judoka
- Raicunda († 512), Tochter des Thüringerkönigs Bisin und der Langobardin Menia

### Raid
- Raid, Balthasar († 1565), evangelischer Theologe und Reformator
- Raid, Kaljo (1921–2005), estnischer Komponist
- Raid, Stefan (* 1970), deutscher Basketballfunktionär
- Raida, Carl Alexander (1852–1923), deutscher Komponist
- Raida, Elmar (* 1958), niederbayerischer Komponist und Pianist
- Raida, Roc (1972–2009), US-amerikanischer DJ und Musikproduzent
- Raidel, Ella (* 1970), österreichische Filmemacherin, Regisseurin und bildende Künstlerin
- Raidel, Hans (* 1941), deutscher Politiker (CSU), MdB
- Raiden Tameemon (1767–1825), japanischer Sumōringer der Edo-Zeit
- Raider-Wexler, Victor (* 1943), US-amerikanischer Schauspieler
- Raidi (1938–2025), chinesischer Politiker
- Raidl, Claus (1942–2024), österreichischer ManagerClaus Raidl (1942–2024)

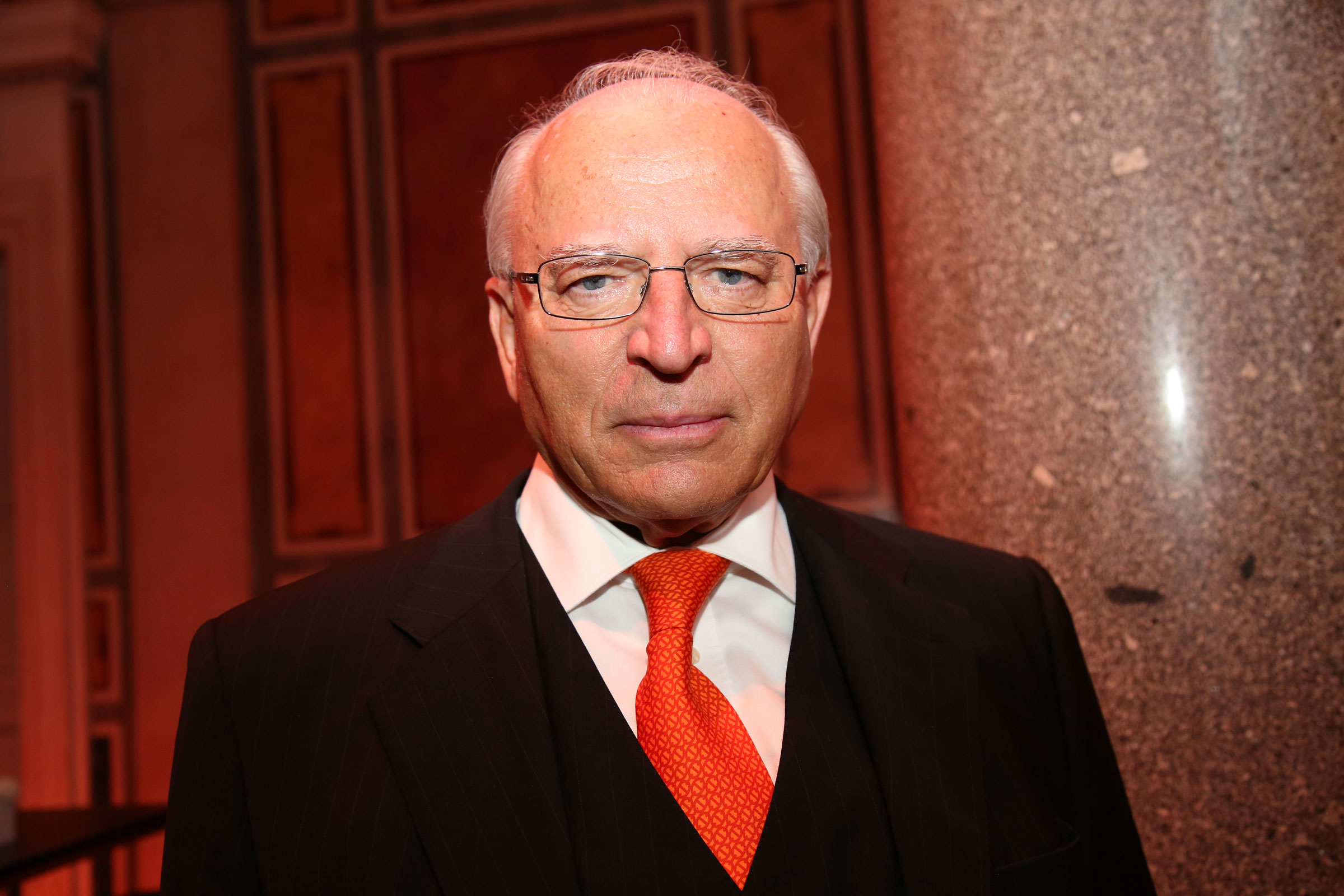
Claus Raidl (1942–2024)

- Raidla, Jüri (* 1957), estnischer Politiker und Jurist
- Raidma, Mati (* 1965), estnischer Politiker
- Raidt, Erwin (* 1948), deutscher Radsportler
- Raidt, Franz (1896–1982), deutscher Ministerialbeamter
- Raidt, Gerda (* 1975), deutsche Illustratorin
- Raidt, Matthias (* 1959), deutscher Autor und Moderator

### Raif
- Raif, Oskar (1847–1899), deutscher Musikpädagoge und Komponist
- Raiff, Cooper, US-amerikanischer Schauspieler und Filmemacher
- Raiffa, Howard (1924–2016), US-amerikanischer Statistiker
- Raiffeisen, Amalie (1846–1897), deutsche Sozialreformerin
- Raiffeisen, Friedrich Wilhelm (1818–1888), deutscher SozialreformerFriedrich Wilhelm Raiffeisen (1818–1888)

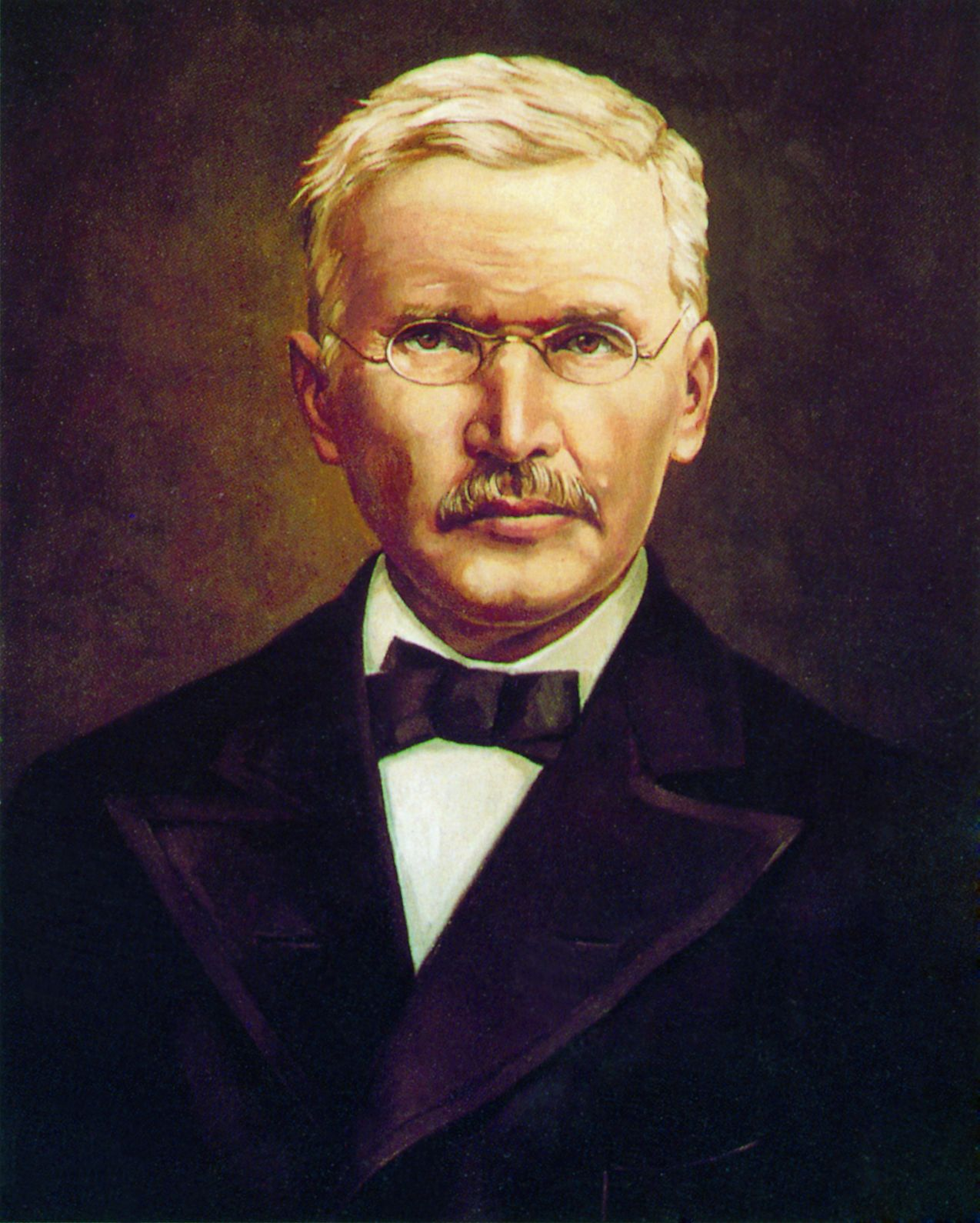
Friedrich Wilhelm Raiffeisen (1818–1888)

- Raiffeisen, Gottfried Friedrich (1782–1849), deutscher Bürgermeister und Vater von Friedrich Wilhelm Raiffeisen
- Raiffeisen, Karl von (1820–1888), deutscher Evangelischer Theologe

### Raig
- Raige (* 1983), italienischer Rapper
- Raigecourt, Plaicard de (1708–1783), französischer römisch-katholischer Geistlicher, Bischof von Aire
- Raigesfeld, Franz von (1736–1800), römisch-katholischer Weihbischof in Laibach

### Raih
- Raihana († 631), Sklavin Mohammeds

### Raij
- Raijmakers, Piet (* 1956), niederländischer Springreiter

### Raik
- Raik, Katri (* 1967), estnische Politikerin
- Raikes, Robert (1735–1811), englischer Sozialreformer
- Raikes, Ron (1948–2009), US-amerikanischer Politiker
- Raikin, Arkadi Isaakowitsch (1911–1987), sowjetischer Schauspieler
- Raikin, Konstantin Arkadjewitsch (* 1950), russischer Schauspieler
- Räikkä, Tanjalotta (* 1962), finnische Schauspielerin und Sängerin
- Räikkönen, Kimi (* 1979), finnischer Automobilrenn- und RallyefahrerKimi Räikkönen (* 1979)

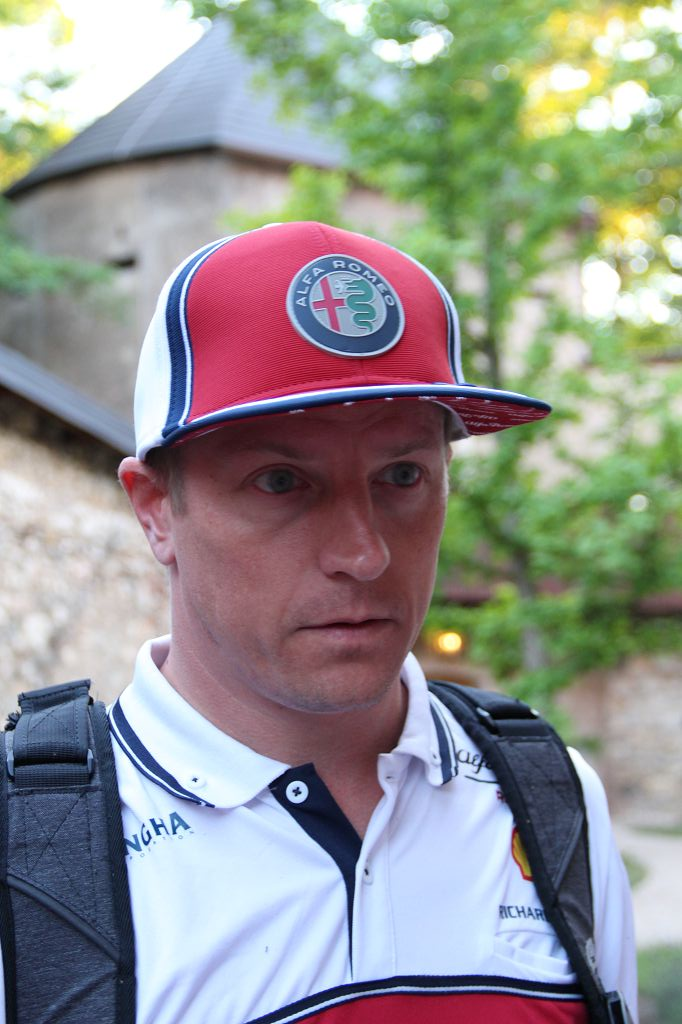
Kimi Räikkönen (* 1979)

- Räikkönen, Ville (* 1972), finnischer Biathlet
- Raikow, Boris Jewgenjewitsch (1880–1966), russischer Biologe und Historiker der Naturwissenschaften
- Raikow, Dmitri Abramowitsch (1905–1980), russischer Mathematiker
- Raikow, Jewgeni Tichonowitsch (1937–2010), russischer Opernsänger (Tenor)
- Raiktor, byzantinischer Mönch und Thronprätendent gegen Alexios I.
- Raiku, Makoto (* 1974), japanischer Manga-Zeichner

### Rail
- Raile, Paolo (* 1987), österreichischer Psychotherapeut, Psychotherapiewissenschaftler und Kulturwissenschaftler
- Răileanu, Cristian (* 1993), rumänisch-moldauischer Radsportler
- Răileanua, Maxim (* 1994), moldauischer Leichtathlet
- Railey, Zach (* 1984), US-amerikanischer Segler
- Railing, Adolph (1878–1963), deutsch-britischer Ingenieur und Unternehmer
- Railing, Max (1868–1942), britischer Ingenieur und Unternehmer deutscher Herkunft
- Railio, Eino (1886–1970), finnischer Turner
- Raillard, August (1821–1889), Schweizer Alpinist, Mitbegründer des Schweizer Alpen-Clubs
- Railliet, Alcide (1852–1930), französischer Tierarzt, Parasitologe und Hochschullehrer an der École nationale vétérinaire d’Alfort
- Raíllo, Antonio (* 1991), spanischer Fußballspieler
- Railsback, Dick (1946–2021), US-amerikanischer Stabhochspringer
- Railsback, Steve (* 1945), US-amerikanischer Schauspieler
- Railsback, Tom (1932–2020), US-amerikanischer Politiker
- Railton, Lucy, britische Musikerin (Cello, Komposition)
- Railton, Peter (* 1950), US-amerikanischer Philosoph

### Raim
- Raim, Edith (1965–2025), deutsche Historikerin
- Räim, Mihkel (* 1993), estnischer Radrennfahrer
- Raim, Walter (1935–2004), US-amerikanischer Musiker (Gitarre, Banjo, Arrangement)
- Raimann, Bernhard (* 1997), österreichischer American-Football-SpielerBernhard Raimann (* 1997)

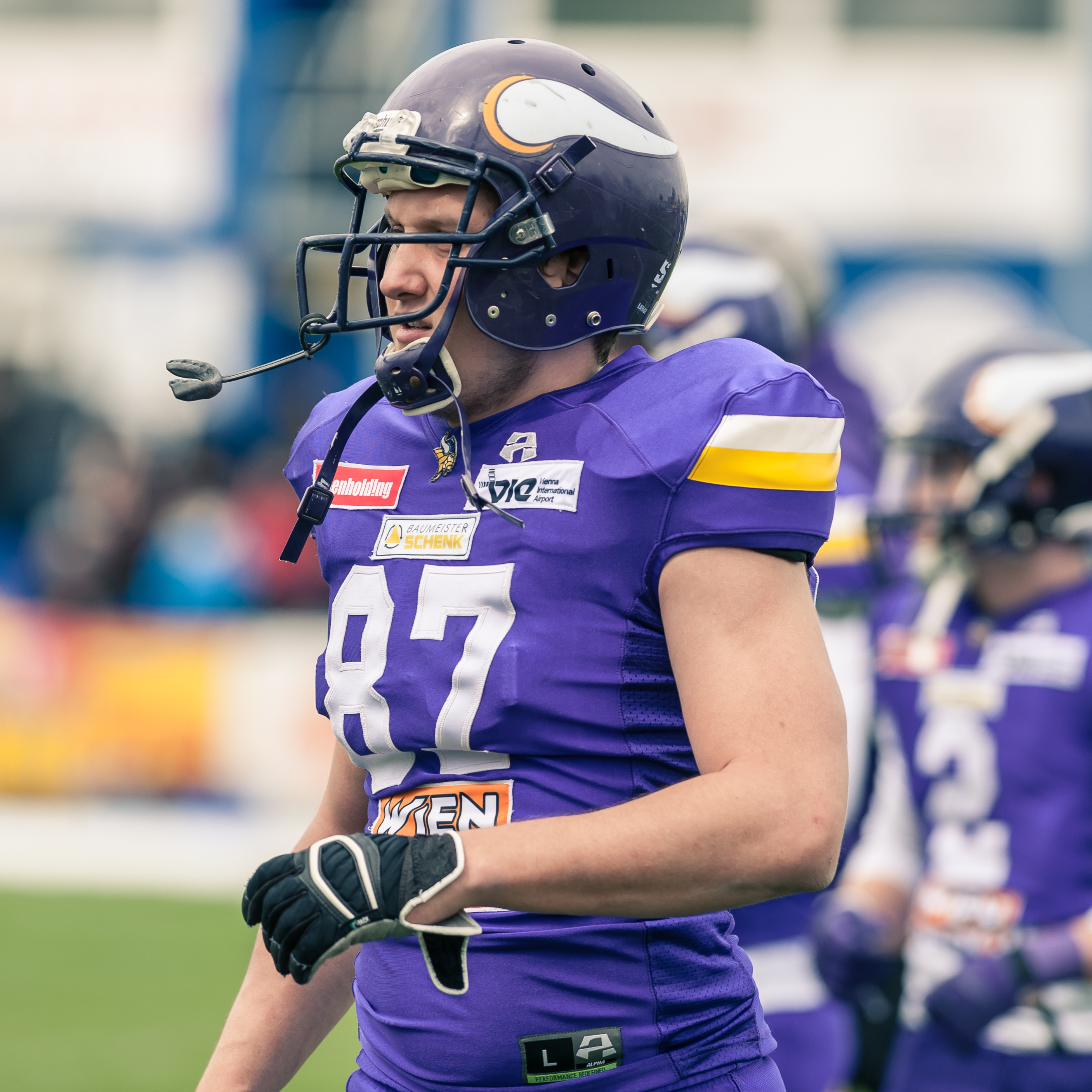
Bernhard Raimann (* 1997)

- Raimann, Franz von (1831–1899), deutscher Richter und Numismatiker
- Raimann, Johann Nepomuk von (1780–1847), österreichischer Mediziner
- Raimbaud, Jean-Marie (1924–1989), französischer Ordensgeistlicher und römisch-katholischer Bischof von Laghouat
- Raimbaud, Jean-Yves (1958–1998), französischer Animator und Drehbuchautor
- Raimbault, Christophe, französischer Spieleautor
- Raimbaut d’Aurenga († 1173), französischer Trobador und Dichter des Mittelalters
- Raimbaut de Vaqueiras, Trobador
- Raimi Coles, Abdou, beninischer Fußballspieler
- Raimi, Ivan (* 1956), US-amerikanischer Schauspieler und Drehbuchautor
- Raimi, Sam (* 1959), US-amerikanischer Regisseur von Filmen und FernsehserienSam Raimi (* 1959)

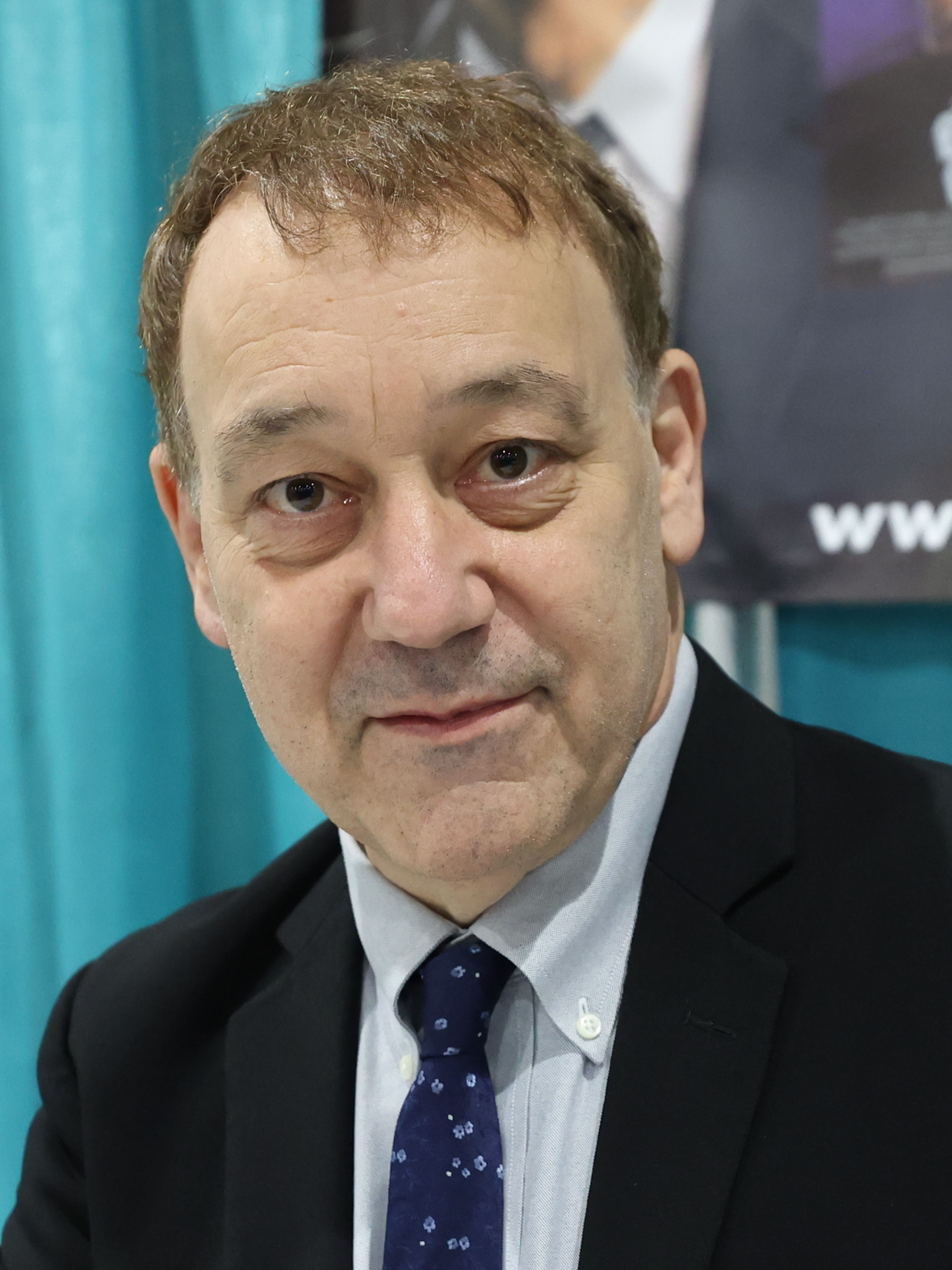
Sam Raimi (* 1959)

- Raimi, Ted (* 1965), US-amerikanischer Schauspieler und Drehbuchautor
- Raimo, Alfonso (* 1959), italienischer römisch-katholischer Geistlicher, Weihbischof in Salerno-Campagna-Acerno
- Raimo, Federico (* 1986), italienischer Snowboarder
- Raimon (* 1940), spanischer Sänger und Liedermacher
- Raimon de Cornet, okzitanischer Dichter
- Raimon de Miraval, Troubadour
- Raimond de Turenne (1352–1413), französischer Adliger, Comte de Beaufort, Vicomte de Turenne
- Raimond, Jean-Bernard (1926–2016), französischer Diplomat und Politiker (RRP)
- Raimond, Jean-Michel (* 1955), französischer Physiker
- Raimond, Julien (1744–1801), außerordentlicher Abgeordneter für die Farbigen Haitis, Kolonist auf Haiti und französischer Politiker
- Raimondi, Daniela (* 1956), italienische Schriftstellerin
- Raimondi, Diego (* 1977), argentinisch-italienischer Fußballspieler und -trainer
- Raimondi, Franca (1932–1988), italienische Sängerin
- Raimondi, Giancarlo (* 1972), italienischer Radrennfahrer
- Raimondi, Gianni (1923–2008), italienischer Opernsänger (Tenor)
- Raimondi, Giovanni Luca (* 1966), italienischer römisch-katholischer Geistlicher, Weihbischof in Mailand
- Raimondi, Giovanni Timoleone (1827–1894), italienischer Geistlicher
- Raimondi, Giuseppe (1941–1997), italienischer Designer
- Raimondi, Guido (* 1953), italienischer Jurist, Präsident des Europäischen Gerichtshofs für Menschenrechte
- Raimondi, Ignazio († 1813), italienischer Geiger, Komponist und Konzertveranstalter
- Raimondi, Ildikó (* 1962), ungarisch-österreichische Sängerin (Sopran)Ildikó Raimondi (* 1962)

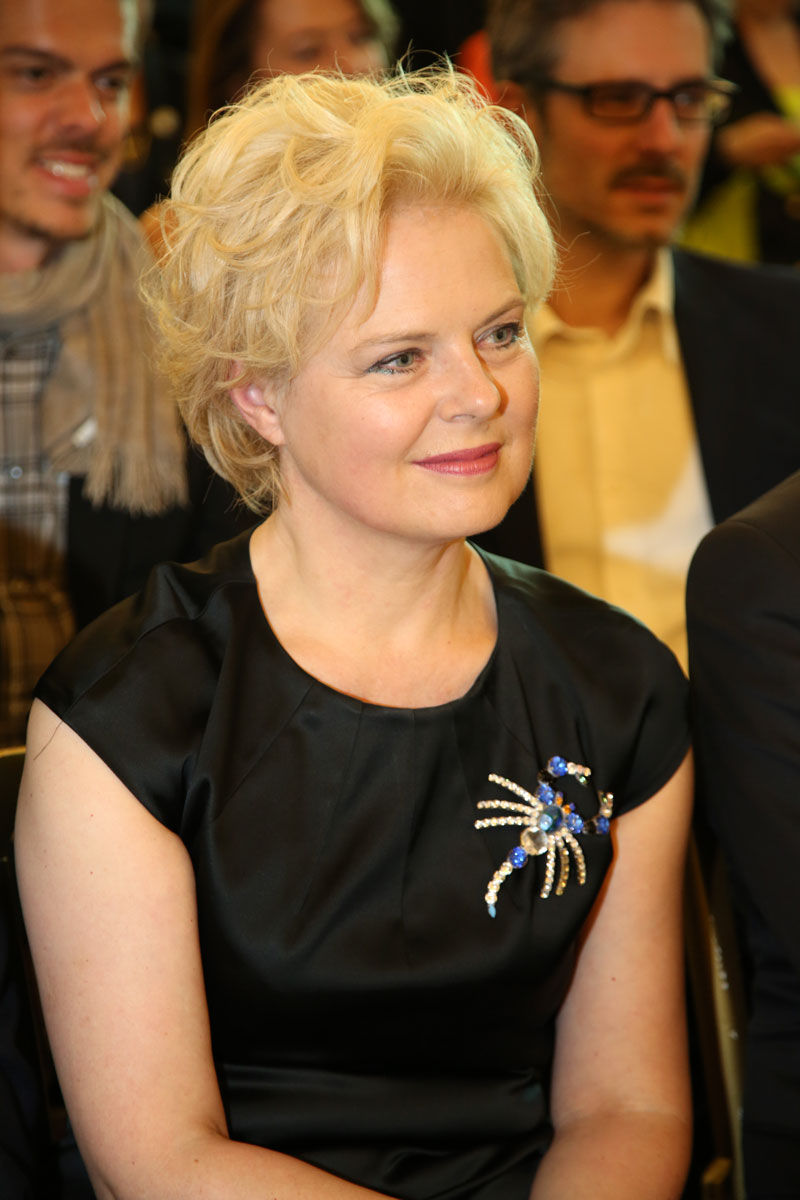
Ildikó Raimondi (* 1962)

- Raimondi, Luigi (1912–1975), italienischer Geistlicher, vatikanischer Diplomat und Kurienkardinal der römisch-katholischen Kirche
- Raimondi, Marcantonio, italienischer Kupferstecher der Renaissance
- Raimondi, Mario (* 1980), schweizerischer Fussballspieler
- Raimondi, Nicolás (* 1984), uruguayischer Fußballspieler
- Raimondi, Paul N, US-amerikanischer Filmregisseur, Filmproduzent, Drehbuchautor und Kameramann
- Raimondi, Pietro (1786–1853), italienischer Komponist und Musikpädagoge
- Raimondi, Ruggero (* 1941), italienischer Opernsänger (Bassbariton) und Filmschauspieler
- Raimondi, Sergio (* 1968), argentinischer Schriftsteller
- Raimondini, Vincenzo (1758–1811), italienischer Geologe
- Raimondo della Torre († 1299), Bischof von Como, Patriarch von Aquileia
- Raimondo, Gianmarco (* 1990), kanadischer Automobilrennfahrer
- Raimondo, Gina (* 1971), US-amerikanische Politikerin
- Raimondo, Justin (1951–2019), US-amerikanischer Journalist und Kommentator
- Raimu (1883–1946), französischer Entertainer und Filmschauspieler
- Raimund Berengar I. († 1076), Graf von Barcelona und Osona sowie Carcassonne und Rasès
- Raimund Berengar II. († 1082), Graf von Barcelona
- Raimund Berengar III. (1082–1131), Graf von Barcelona, Girona, Osona, Besalú, Cerdanya und ProvenceRaimund Berengar III. (1082–1131)

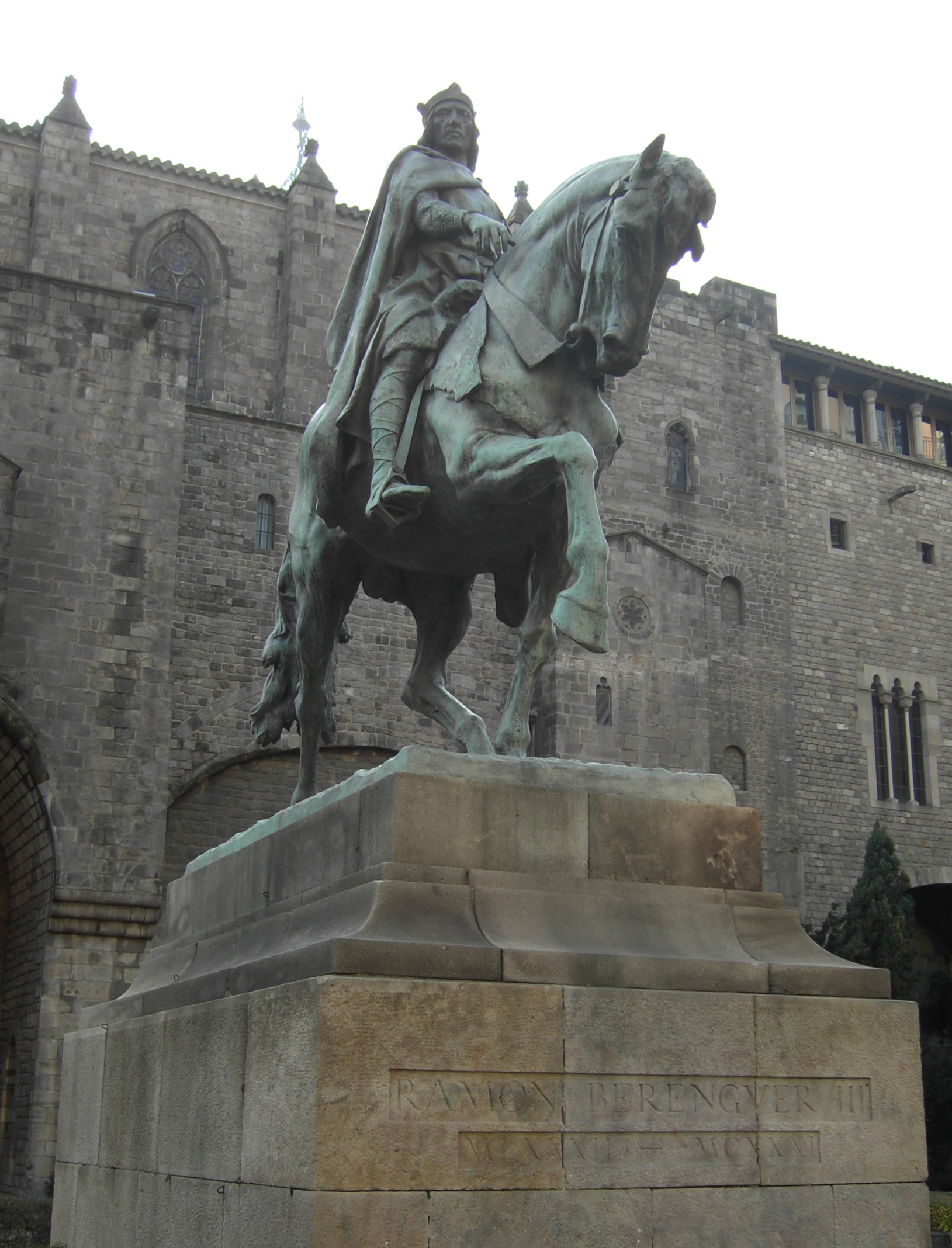
Raimund Berengar III. (1082–1131)

- Raimund Berengar III. († 1166), Graf von Provence

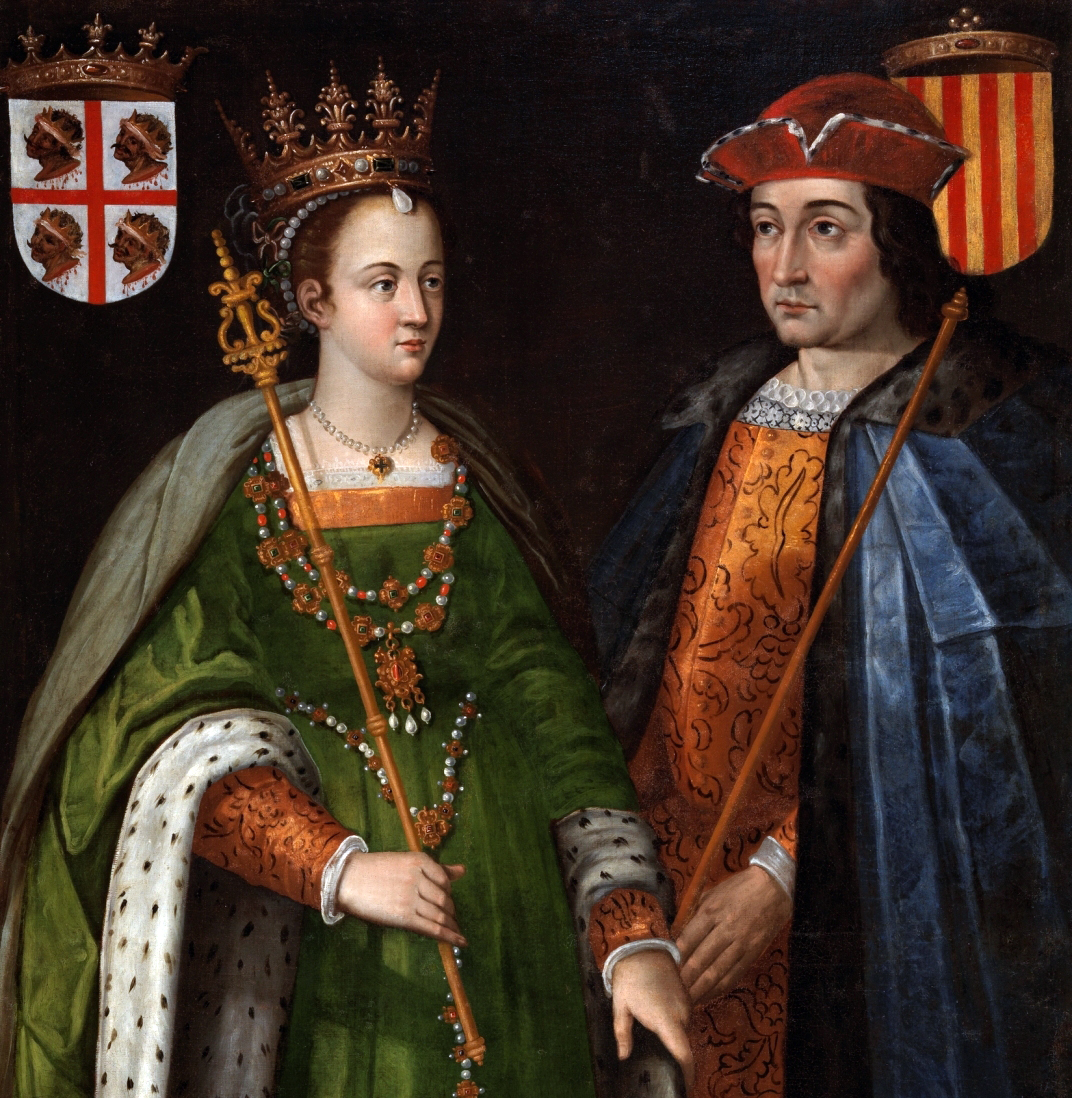
Raimund Berengar IV. († 1162)

- Raimund Berengar IV. († 1162), Graf von BarcelonaRaimund Berengar IV. († 1162)
- Raimund Berengar IV. († 1181), Graf von Cerdanya und Graf von Provence
- Raimund Berengar V. (1205–1245), Graf von der Provence und Forcalquier
- Raimund Berengar VI. († 1307), Graf von Provence, Fürst von Andria und Piemont
- Raimund Bernard Trencavel, Vizegraf von Albi und Nîmes, Graf von Carcassonne und Razès, Vizegraf von Béziers und Agde
- Raimund Borrell (972–1017), Graf von Barcelona, von Girona und (ab 992) von Ausona
- Raimund Folch I. de Cardona († 1086), Vizegraf von Cardona
- Raimund I. († 865), Graf von Toulouse und Rouergue
- Raimund I., Graf von Rouergue und Herr von Quercy und Albigeois
- Raimund I., Vizegraf von Turenne
- Raimund I. Roger, Graf von Carcassonne
- Raimund I. Trencavel († 1167), Vizegraf von Beziers
- Raimund II. († 923), Graf von Toulouse, Vizegraf von Nîmes und Albi
- Raimund II. († 1152), Graf von Tripolis
- Raimund II. (1143–1190), Vizegraf von Turenne
- Raimund II. († 1222), Fürst von Antiochia, Thronprätendent von Kleinarmenien
- Raimund II. Trencavel (* 1207), Vizegraf von Carcassonne, Béziers und Razès, Herr von Limoux
- Raimund III., Graf von Toulouse
- Raimund III. († 1187), Graf von Tripolis, Fürst von Galiläa
- Raimund III., okzitanischer Burg- und Grundherr (seigneur)
- Raimund III. (Turenne) († 1219), Vizegraf von Turenne
- Raimund IV. († 1199), Graf von Tripolis, Regent und Thronprätendent von Antiochia
- Raimund IV. († 1105), Markgraf der Provence, KreuzfahrerRaimund IV. († 1105)

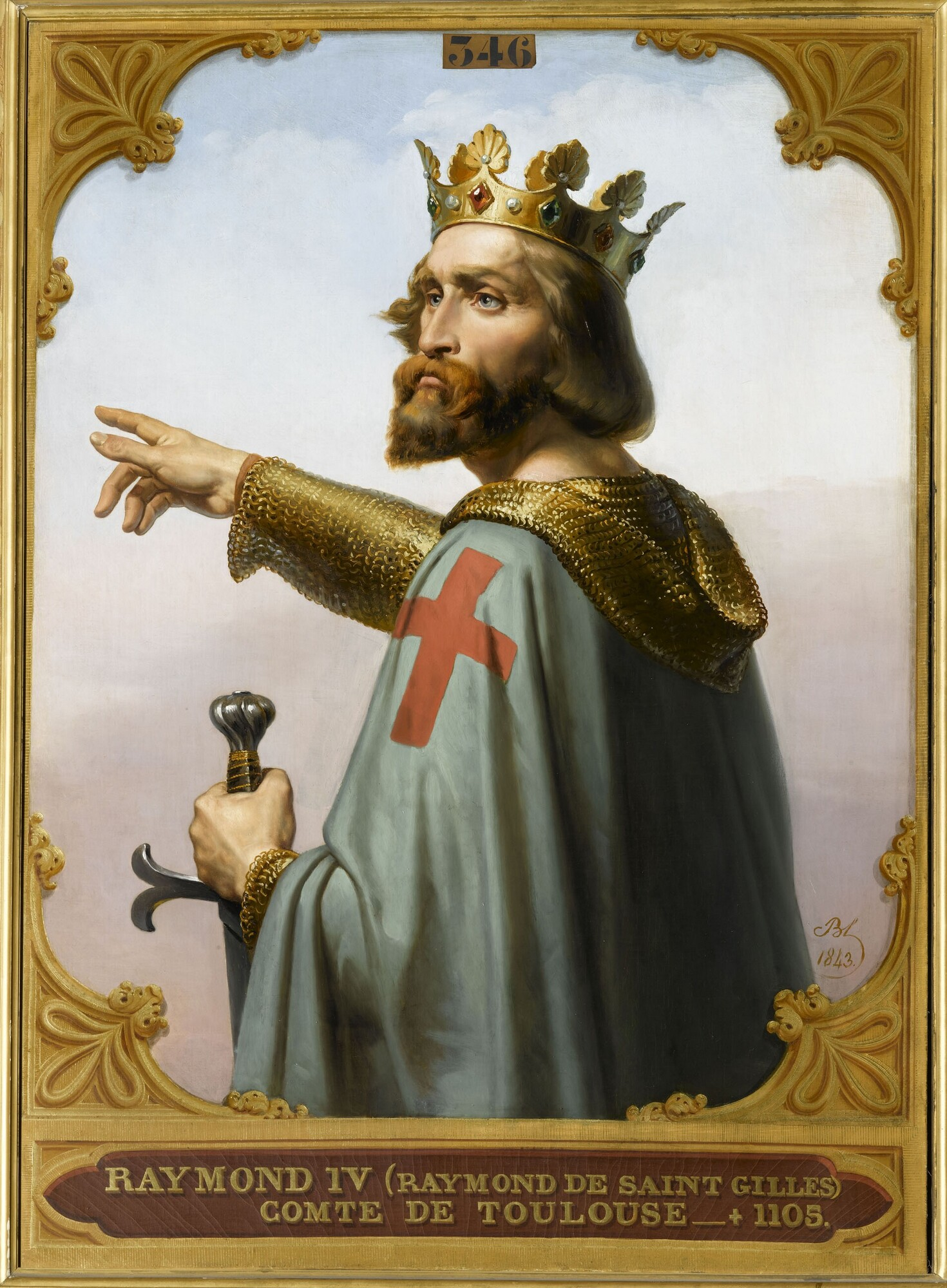
Raimund IV. († 1105)

- Raimund IV. (Turenne), Vizegraf von Turenne
- Raimund Nonnatus († 1240), spanischer Heiliger und Kardinal (?) der katholischen Kirche
- Raimund Roger († 1223), Graf von Foix
- Raimund V. (1134–1194), Graf von Toulouse
- Raimund VI. (1156–1222), Graf von Toulouse
- Raimund VII. (1197–1249), Graf von Toulouse
- Raimund von Aguilers, Chronist des Ersten Kreuzzugs
- Raimund von Antiochia († 1213), Sohn Bohemunds IV. von Antiochia
- Raimund von Besmedin, Herr von Besmedin
- Raimund von Burgund († 1107), Mitglied des Haus Burgund-Ivrea
- Raimund von Capua († 1399), italienischer Ordensgeistlicher (Dominikaner) und Ordensmeister
- Raimund von Gibelet, Konstabler von Tripolis
- Raimund von Gibelet, Kämmerer von Antiochia
- Raimund von Penyafort († 1275), Dominikaner und Kanoniker in Spanien
- Raimund von Poitiers († 1149), Fürst von Antiochia
- Raimund von Roda (1067–1126), spanischer Heiliger und Bischof der katholischen Kirche
- Raimund von Toledo, römisch-katholischer Bischof
- Raimund, Ferdinand (1790–1836), österreichischer Schauspieler und DramatikerFerdinand Raimund (1790–1836)

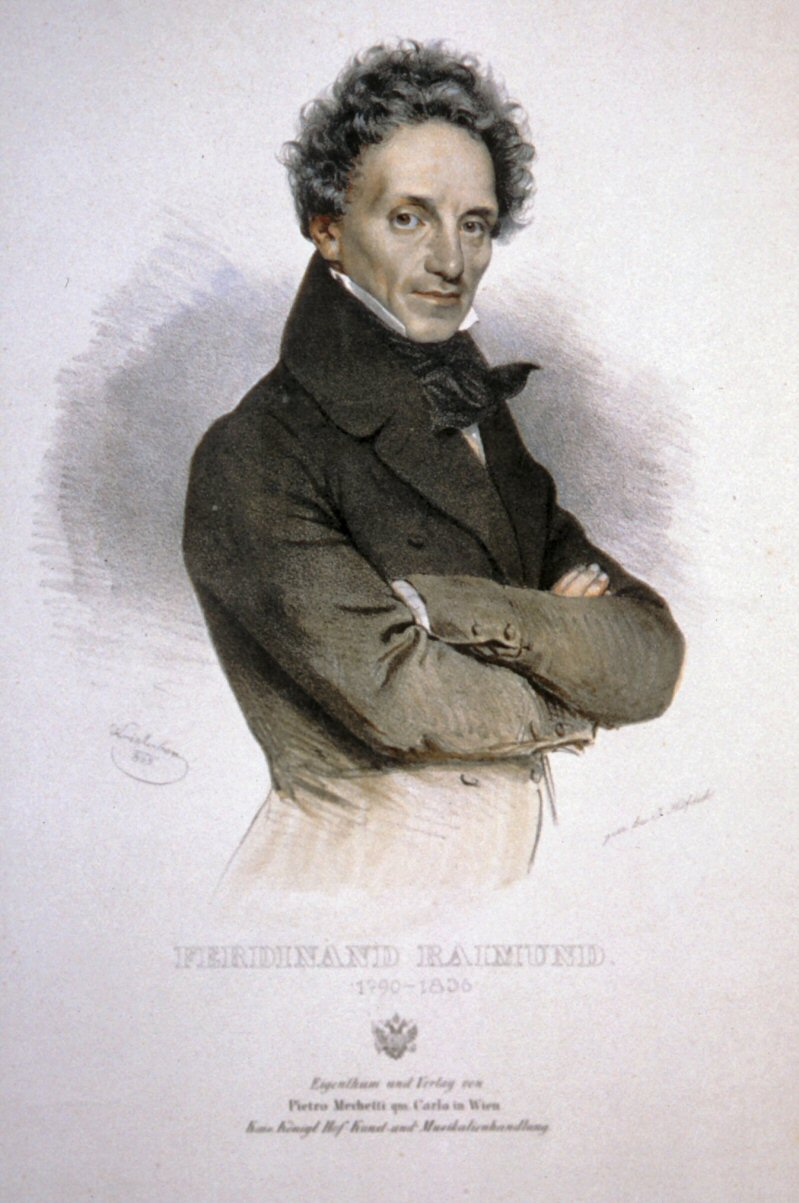
Ferdinand Raimund (1790–1836)

- Raimund, Franziska (* 1944), österreichische Autorin und Übersetzerin
- Raimund, Hans (* 1945), österreichischer Schriftsteller und Übersetzer
- Raimund, Luca (* 2005), deutscher Fußballspieler
- Raimund, Philipp (* 2000), deutscher Skispringer
- Raimundo, Paulo (* 1976), portugiesischer kommunistischer Politiker
- Raimundus Sabundus († 1436), katalanischer Philosoph

### Rain
- Rain (* 1982), südkoreanischer Schauspieler und R&B- und Popsänger
- Rain in Face (1885–1968), kanadischer Lacrossespieler
- Rain in the Face († 1905), Kriegshäuptling der Hunkpapa-Indianer
- Rain zu Sommeregg, Haymeran von († 1543), Freiherr von Sommeregg, kaiserlicher Feldhauptmann in Italien
- Rain, Douglas (1928–2018), kanadischer Schauspieler
- Rain, Justin (* 1981), kanadischer Schauspieler
- Rain, Megan (* 1996), US-amerikanische Pornodarstellerin
- Rain, Misty (* 1969), US-amerikanische Pornodarstellerin
- Rain, Rodrigo (* 1975), chilenischer Fußballspieler
- Rain, Romi (* 1988), US-amerikanische PornodarstellerinRomi Rain (* 1988)

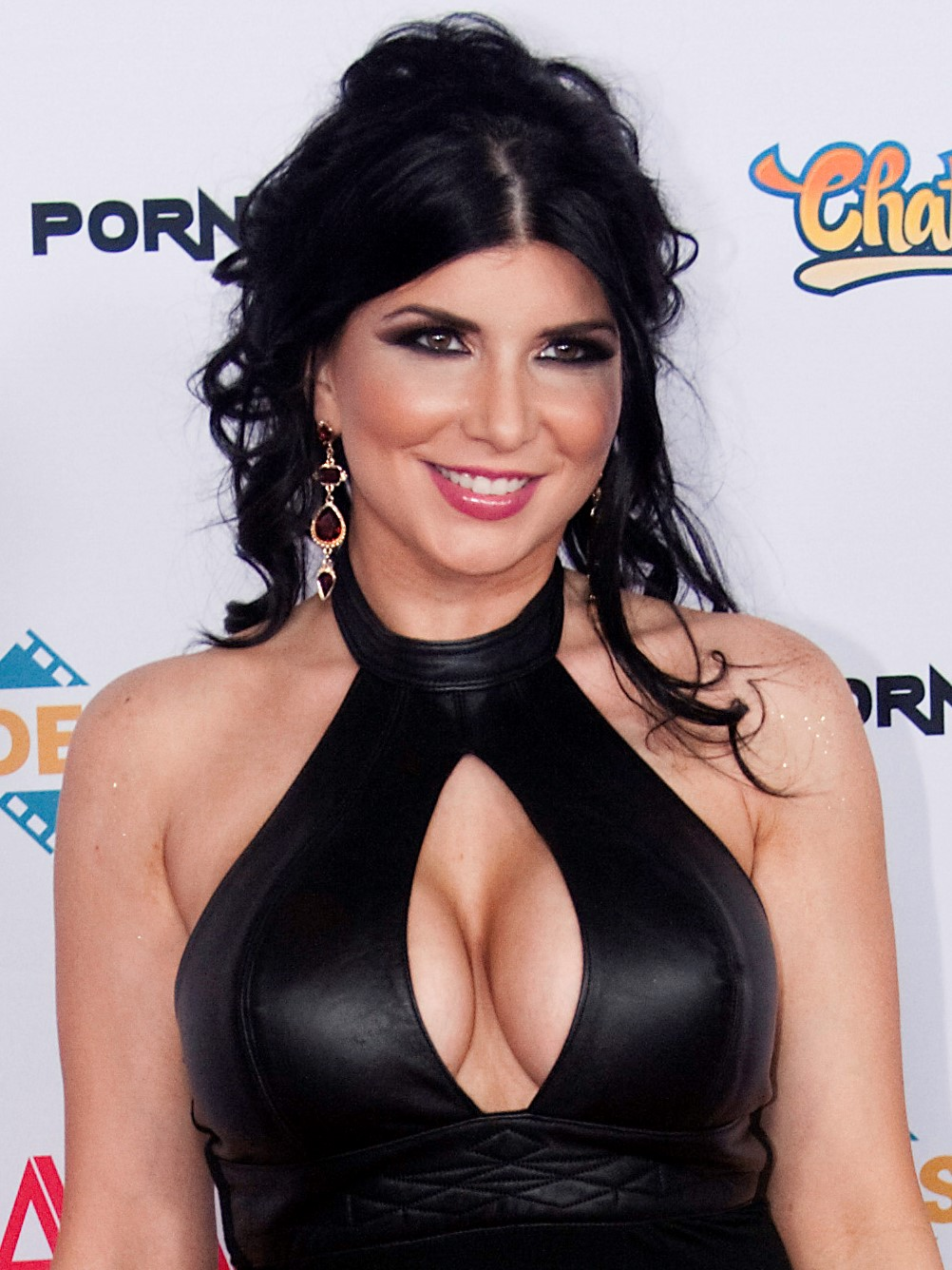
Romi Rain (* 1988)

- Rain, Taylor (* 1981), US-amerikanische Pornodarstellerin
- Rain, Tristan (* 1972), Schweizer Künstler, Maler und Fotokünstler
- Raina, Ankita (* 1993), indische Tennisspielerin
- Rainald († 967), Graf von Roucy
- Rainald († 973), Graf im Hennegau
- Rainald († 1423), Herzog von Geldern und Herzog von Jülich
- Rainald Garnier († 1202), Graf von Sidon
- Rainald I. († 996), Graf von Sens
- Rainald I. († 1040), Graf von Nevers und Graf von Auxerre
- Rainald I. († 1149), Graf von Bar, Verdun und Mousson
- Rainald I. (986–1057), Graf von Burgund
- Rainald I. († 1326), Graf von Geldern, Herzog von Limburg
- Rainald I. von Dammartin († 1227), Graf von Boulogne, Dammartin und Aumale
- Rainald II. († 1055), Graf von Sens
- Rainald II., Freigraf von Burgund und Graf von Mâcon
- Rainald II. († 1148), Graf von Tonnerre aus dem Haus Monceaux
- Rainald II. († 1170), Graf von Bar und durch Heirat Herr von Ligny
- Rainald II. († 1316), Graf von Dammartin
- Rainald II., Graf von Clermont-en-Beauvaisis
- Rainald II. († 1343), Graf von Geldern, Herzog von Geldern (ab 1339)
- Rainald III. († 1148), Graf von Mâcon, Vienne und Graf von Burgund
- Rainald III. († 1150), Graf von Joigny
- Rainald III. (1333–1371), Herzog von Geldern
- Rainald von Bar († 1217), Bischof von Chartres
- Rainald von Broyes († 1096), französischer Kreuzfahrer
- Rainald von Dassel († 1167), Erzbischof von Köln und Erzkanzler von ItalienRainald von Dassel († 1167)

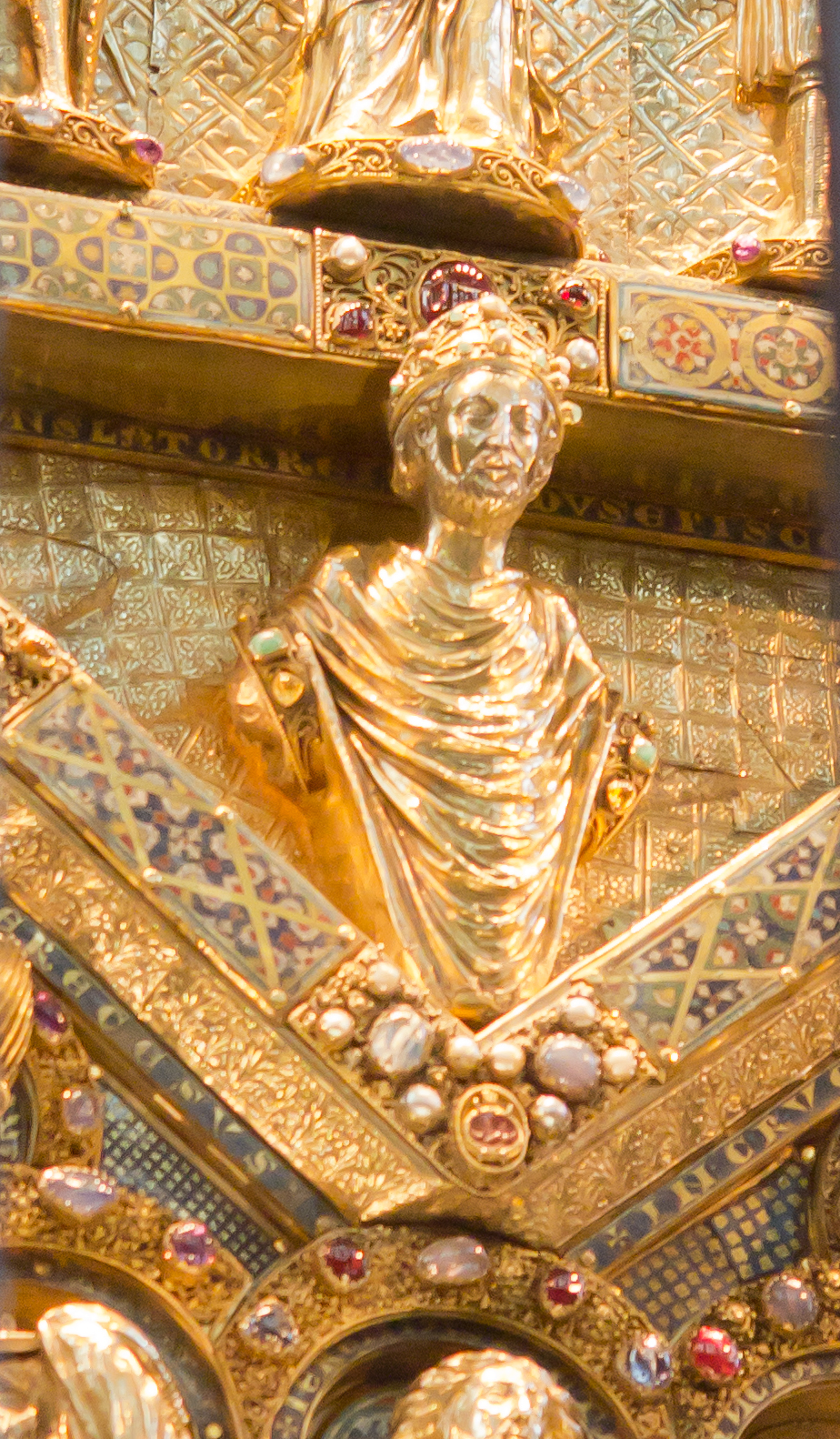
Rainald von Dassel († 1167)

- Rainald von Haifa, Kämmerer des Königreichs und Kastellan der Stadt Jerusalem.
- Rainald von Saint-Valery, Herr von Harenc
- Rainaldi, Carlo (1611–1691), italienischer Architekt und Komponist des Barock
- Rainaldi, Girolamo (1570–1655), italienischer Architekt des Manierismus
- Rainalter, Anton (1788–1851), österreichischer Bildhauer
- Rainalter, Erwin H. (1892–1960), österreichischer Journalist und Schriftsteller
- Rainalter, Franz (1820–1874), österreichischer Bildhauer
- Rainaud, Marcel (1940–2020), französischer Politiker (Parti socialiste) und Lehrer
- Rainbird, Sean (* 1959), englischer Kunsthistoriker und Museumsdirektor
- Rainbolt, Trevor (* 1998), US-amerikanischer GeoGuessr-Spieler und Influencer
- Rainbow, Adrian (* 1970), kanadisch-britischer American-Football-Spieler
- Rainbow, Chris (1946–2015), schottischer Sänger
- Rainbow, Randy (* 1981), US-amerikanischer Komiker und Sänger
- Rainbow, William Joseph (1856–1919), australischer Arachnologe und Entomologe
- Raine, Craig (* 1944), englischer Autor
- Raine, Friedrich (1821–1893), deutsch-amerikanischer Verleger, Zeitungs-Herausgeber und Generalkonsul
- Raine, Jack (1897–1979), englischer Theater-, Fernseh- und Filmschauspieler
- Raine, Jessica (* 1982), britische SchauspielerinJessica Raine (* 1982)

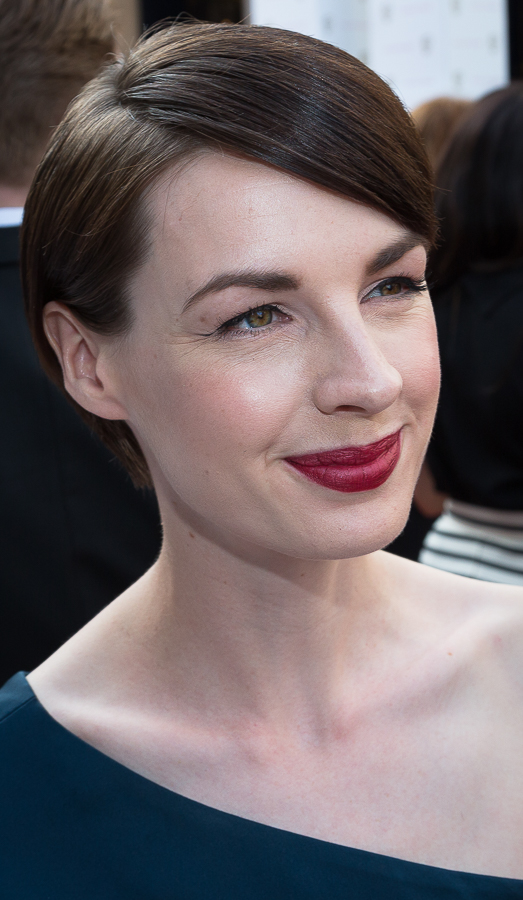
Jessica Raine (* 1982)

- Raine, June (* 1952), britische Pharmakologin
- Raine, Kathleen (1908–2003), britische Schriftstellerin
- Raine, Kaylayla, kanadischer Schauspieler und Aktivist
- Raine, Lena (* 1984), US-amerikanische Komponistin und Musikproduzentin
- Raine, Norman Reilly (1894–1971), US-amerikanischer Autor
- Rainea, Nicolae (1933–2015), rumänischer Fußballschiedsrichter
- Raineau, Alexandre (* 1986), französischer Fußballspieler
- Raineau, Guillaume (* 1986), französischer Ruderer
- Rainer (* 1084), Markgraf von Montferrat
- Rainer, Konstabler von Tripolis
- Rainer Brus, Herr von Banias
- Rainer von Montferrat († 1183), byzantinischer Caesar
- Rainer von Österreich (1783–1853), Vizekönig von Lombardo-Venetien, kaiserlicher Prinz und Erzherzog von Österreich
- Rainer von Österreich (1827–1913), österreichischer Erzherzog, General, Kunstmäzen und SammlerRainer von Österreich (1827–1913)

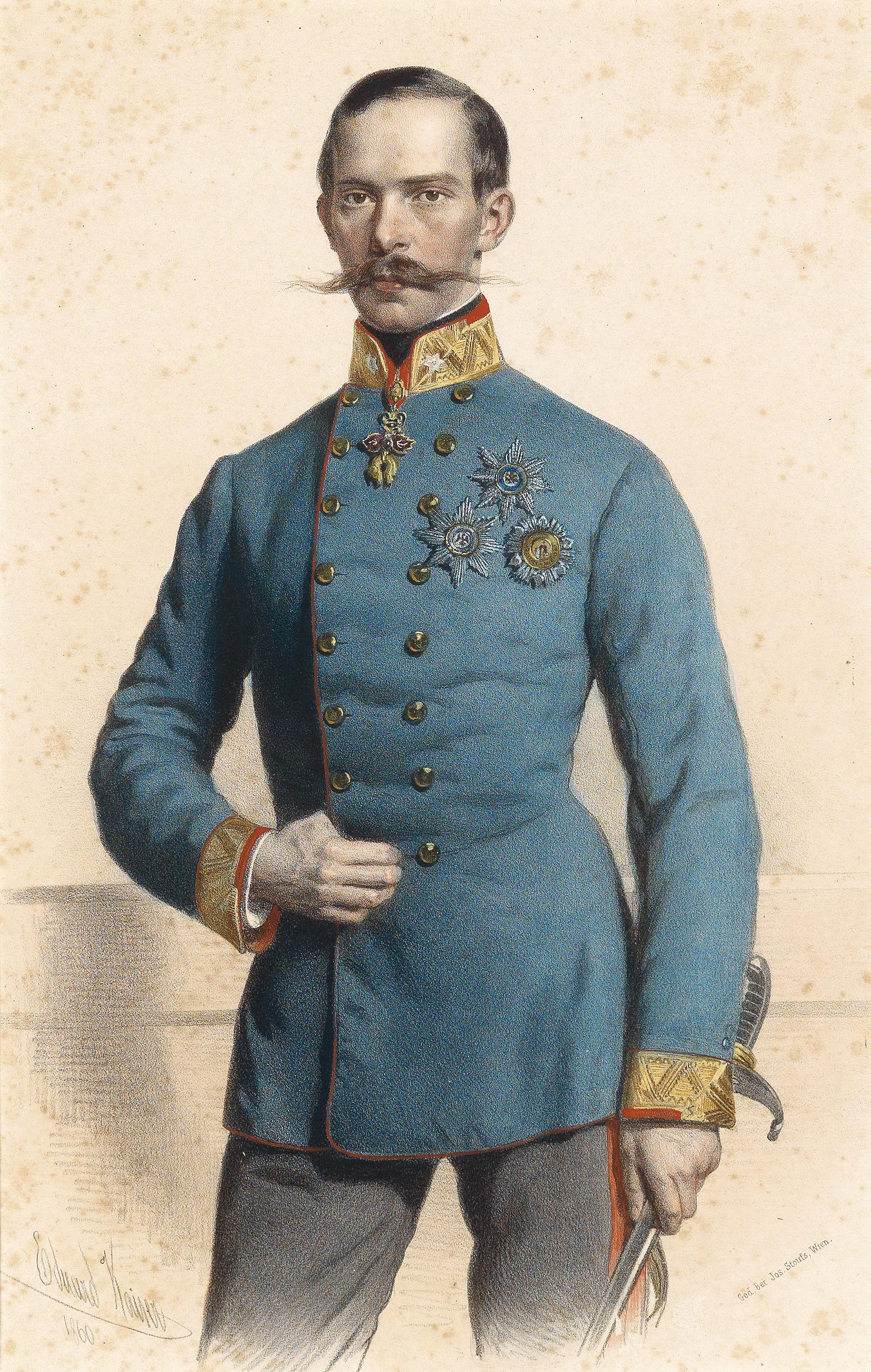
Rainer von Österreich (1827–1913)

- Rainer von Pisa († 1160), Heiliger
- Rainer von Spalato († 1180), katholischer Heiliger
- Rainer, Adam (1899–1950), österreichischer Rekordhalter, erst klein- später riesenwüchsig
- Rainer, Alfred (1921–1966), österreichischer Politiker (ÖVP), Landtagsabgeordneter
- Rainer, Alfred (1987–2008), österreichischer Nordischer Kombinierer
- Rainer, Alois (1921–2002), deutscher Landwirt, Gastwirt und Politiker (CSU), MdL, MdB
- Rainer, Alois (* 1965), deutscher Politiker (CSU), MdBAlois Rainer (* 1965)

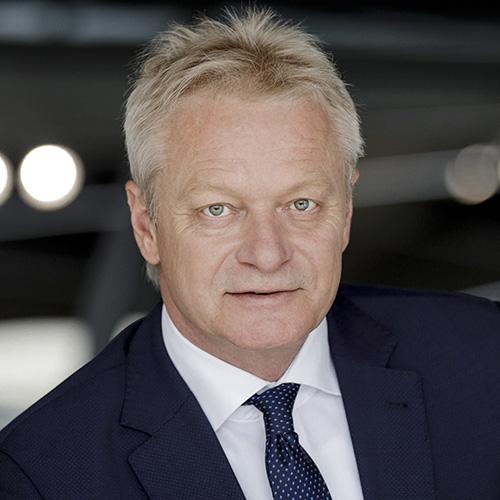
Alois Rainer (* 1965)

- Rainer, Angelika (* 1986), italienische Kletterin und Eiskletterin
- Rainer, Arnulf (* 1929), österreichischer Maler
- Rainer, Bernhard (1824–1876), österreichischer Politiker
- Rainer, Christian (* 1961), österreichischer Journalist
- Rainer, Christina (* 1969), deutsch-österreichische Schauspielerin
- Rainer, Christoph (* 1974), deutscher Koch
- Rainer, Christoph (* 1985), österreichischer Filmregisseur und Drehbuchautor
- Rainer, Cornelia (* 1982), österreichische Regisseurin
- Rainer, Eduard (1909–1936), österreichisch-deutscher Bergsteiger
- Rainer, Friedrich (* 1903), österreichischer Politiker (NSDAP), MdR, Gauleiter von Salzburg und Kärnten
- Rainer, Gerhard (* 1961), österreichischer Bobfahrer
- Rainer, Günter (* 1941), deutscher Schauspieler, Regisseur und Hörspielsprecher
- Rainer, Hermann (1896–1983), österreichischer Politiker (CSP, ÖVP), Abgeordneter zum Nationalrat, Mitglied des Bundesrates
- Rainer, Johann (1923–2015), österreichischer Historiker und Hochschullehrer
- Rainer, Johannes Michael (* 1956), österreichischer Rechtswissenschaftler
- Rainer, Josef (1861–1941), österreichischer Politiker (CS)
- Rainer, Josef (1881–1962), österreichischer Politiker (fraktionslos), Landtagsabgeordneter, Mitglied des Bundesrates
- Rainer, Karl (1901–1987), österreichischer Fußballspieler
- Rainer, Karl (1910–1999), deutscher Kunsterzieher, Maler und Industriegrafiker
- Rainer, Karl (1936–2022), österreichischer Gewerkschafter und Politiker (SPÖ), Landtagsabgeordneter der Steiermark
- Rainer, Leon (* 1942), deutscher Schauspieler und Synchronsprecher
- Rainer, Leonie (* 1989), deutsche Schauspielerin
- Rainer, Louis (1885–1963), österreichisch-italienisch-deutscher Schauspieler
- Rainer, Luise (1910–2014), deutsche SchauspielerinLuise Rainer (1910–2014)

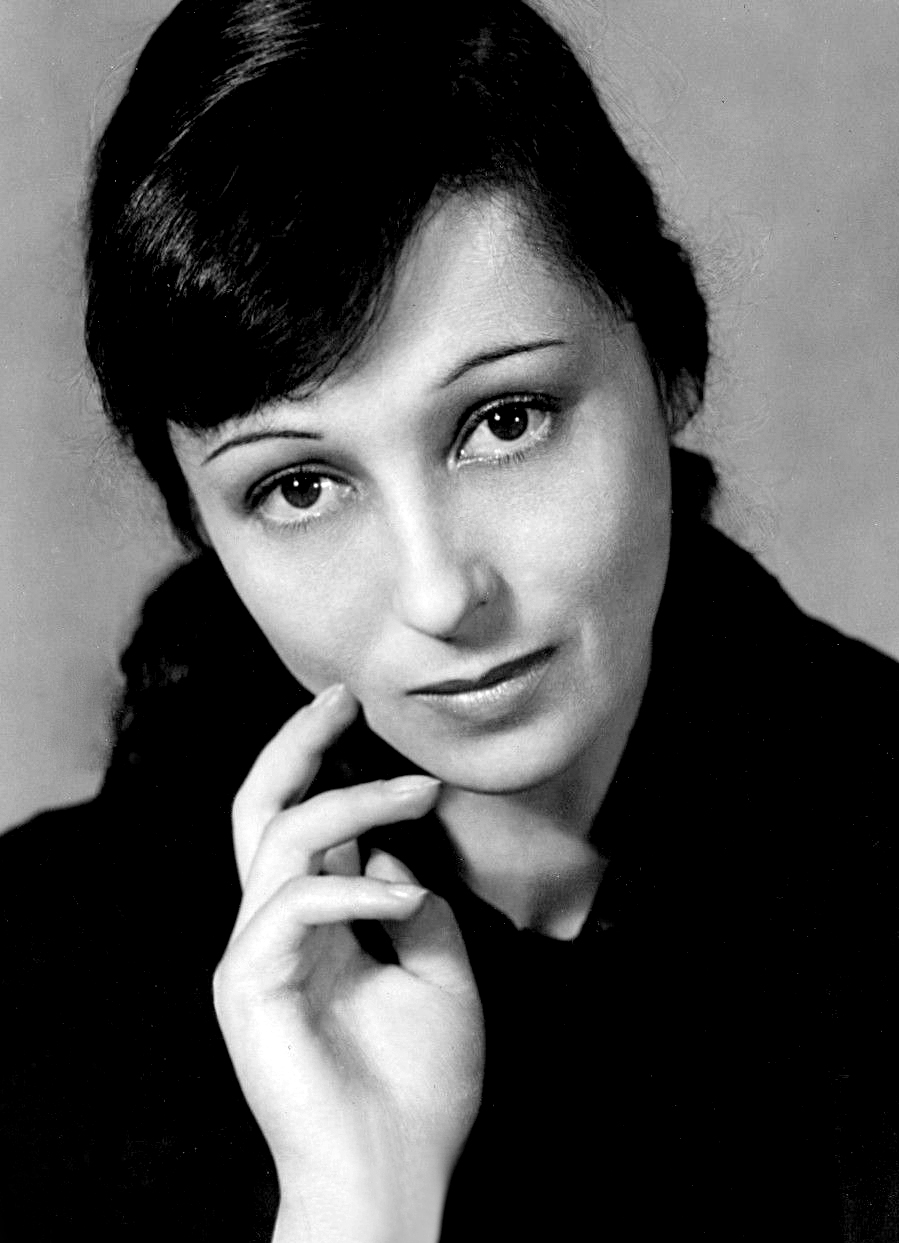
Luise Rainer (1910–2014)

- Rainer, Marc-Luis (* 1999), österreichischer Nordischer Kombinierer
- Rainer, Maren (* 1983), deutsche Synchronsprecherin
- Rainer, Margrit (1914–1982), Schweizer Schauspielerin
- Rainer, Maria-Luise (* 1959), italienische Rodlerin
- Rainer, Matthias (* 1983), italienischer Naturbahnrodler
- Rainer, Niklas (* 1983), schwedischer Skirennläufer
- Rainer, Peter Paul (1885–1938), Tiroler Dichter und Schriftsteller sowie Lehrer und Direktor des Gymnasiums in Reichenberg
- Rainer, Peter Paul (* 1967), italienischer Politiker (Südtirol)
- Rainer, Reinhold (* 1973), italienischer Rodler
- Rainer, Roland (1910–2004), österreichischer ArchitektRoland Rainer (1910–2004)

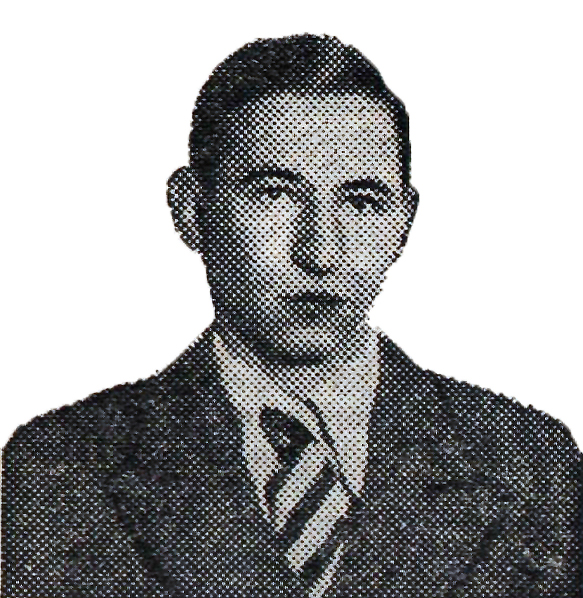
Roland Rainer (1910–2004)

- Rainer, Simon (1862–1916), österreichischer Gutsbesitzer und Politiker, Landtagsabgeordneter
- Rainer, Sonik (1897–1981), österreichische Bühnenschauspielerin und Synchronsprecherin
- Rainer, Stefan (* 1999), österreichischer Skispringer
- Rainer, Thomas (* 1979), österreichischer Musiker
- Rainer, Virgil (1871–1948), österreichischer Bildhauer
- Rainer, Wolfgang (* 1959), österreichischer Politiker (SPÖ), Abgeordneter zum Salzburger Landtag
- Rainer, Yvonne (* 1934), US-amerikanische Choreografin und Filmemacherin
- Rainer-Harbach, Victor (1829–1903), österreichischer Politiker
- Raineri, Simone (* 1977), italienischer Olympiasieger im Rudern
- Raines, Annie (* 1969), US-amerikanische Mundharmonikaspielerin und Sängerin
- Raines, Cristina (* 1952), US-amerikanische Filmschauspielerin
- Raines, Ella (1920–1988), US-amerikanische Schauspielerin
- Raines, Franklin (* 1949), US-amerikanischer Wirtschaftsmanager und Regierungsbeamter
- Raines, John (1840–1909), US-amerikanischer Jurist und Politiker
- Raines, Mikayla (1995–2025), US-amerikanische Tierschützerin, Tierrechtlerin, Wildtierpflegerin und YouTuberin
- Raines, Rita (1930–2014), US-amerikanische Easy-Listening- und Jazzsängerin
- Raines, Ron (* 1949), US-amerikanischer Schauspieler und MusicaldarstellerRon Raines (* 1949)

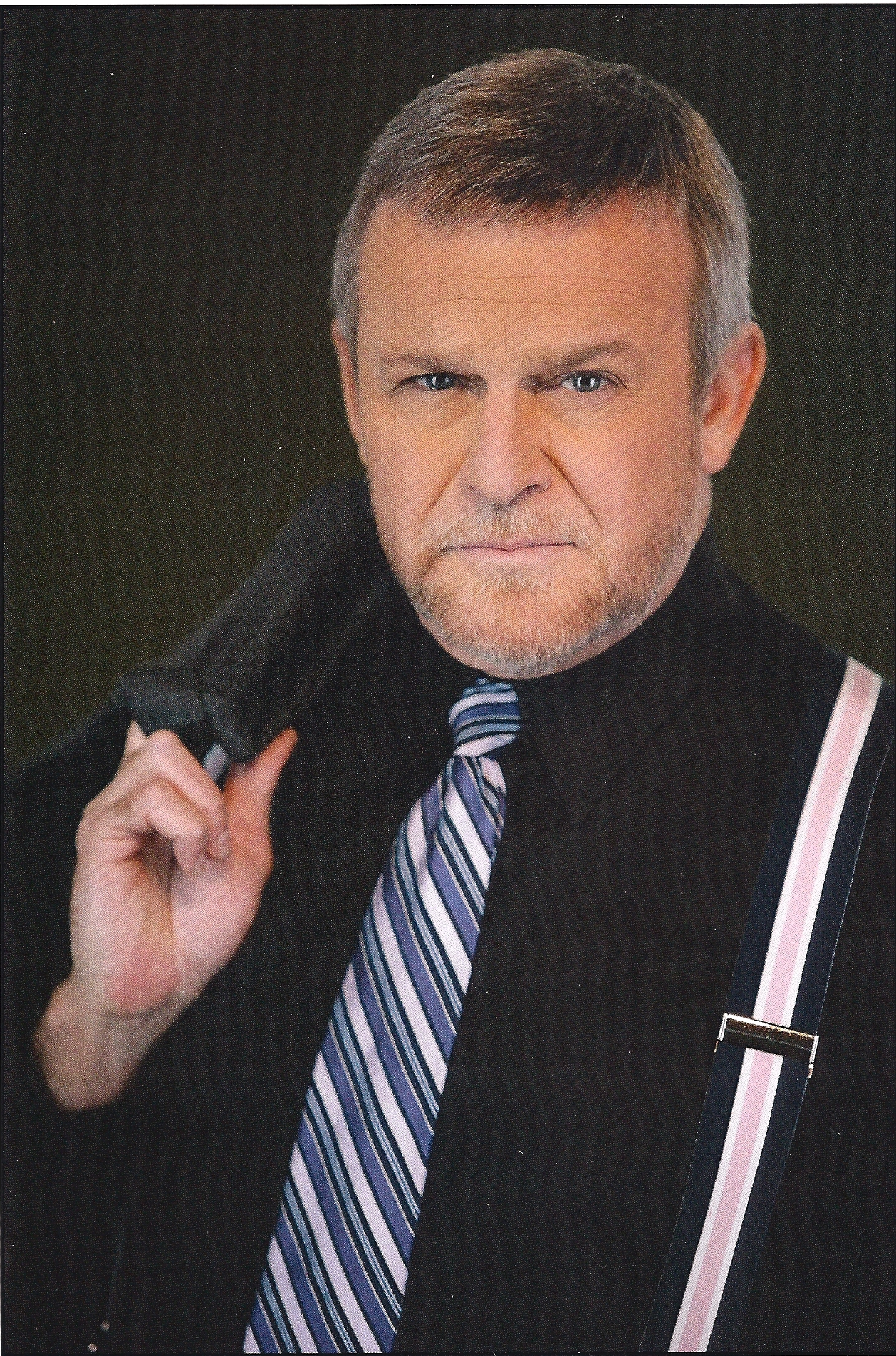
Ron Raines (* 1949)

- Raines, Ronald T. (* 1958), US-amerikanischer Chemiker
- Raines, Steve (1916–1996), US-amerikanischer Schauspieler
- Raines, Thomas (1842–1924), US-amerikanischer Jurist und Politiker
- Rainey Valmon, Meredith (* 1968), US-amerikanische Mittelstreckenläuferin
- Rainey, Anson Frank (1930–2011), US-amerikanischer und israelischer Epigraphiker, Archäologe und Hochschullehrer
- Rainey, Barbara Allen (1948–1982), US-amerikanische Pilotin und erste Pilotin der US-Streitkräfte
- Rainey, Chuck (* 1940), amerikanischer Bassgitarrist
- Rainey, Ford (1908–2005), US-amerikanischer Schauspieler
- Rainey, Froelich G. (1907–1992), US-amerikanischer Anthropologe und Archäologe
- Rainey, Henry T. (1860–1934), US-amerikanischer Politiker
- Rainey, James, US-amerikanischer Offizier, General der US-Army
- Rainey, John W. (1880–1923), US-amerikanischer Politiker
- Rainey, Joseph Hayne (1832–1887), US-amerikanischer Politiker
- Rainey, Lilius Bratton (1876–1959), US-amerikanischer Rechtsanwalt und Politiker
- Rainey, Ma († 1939), US-amerikanische Bluessängerin
- Rainey, Tom (* 1957), US-amerikanischer Jazz-Schlagzeuger
- Rainey, Wayne (* 1960), US-amerikanischer Motorradrennfahrer
- Rainford, Tina (1946–2024), deutsche Sängerin
- Rainger, Ralph (1901–1942), US-amerikanischer Komponist und Textdichter
- Rainich, George (1886–1968), russisch-US-amerikanischer Physiker und Mathematiker
- Rainier II. (1350–1407), französischer Militär; Seigneur von Menton und Roquebrune
- Rainier III. (1923–2005), monegassischer Adeliger, Fürst von Monaco (1949–2005)Rainier III. (1923–2005)

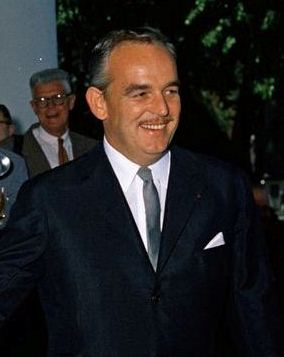
Rainier III. (1923–2005)

- Rainier, Priaulx (1903–1986), südafrikanisch-britische Komponistin und Hochschullehrerin
- Rainieri, Frank (* 1945), dominikanischer Geschäftsmann und Diplomat
- Rainiharo († 1852), Premierminister des Königreiches von Madagaskar (1833–1852)
- Rainilaiarivony (1828–1896), madagassischer Politiker, Premierminister des Königreichs Madagaskar (1864–1895)
- Rainio, Väinö (1896–1979), finnischer Weit- und Dreispringer
- Rainis (1865–1929), lettischer Dichter, Dramatiker, Übersetzer und Politiker
- Rainivoninahitriniony (1821–1869), Premierminister des Königreichs Madagaskar (1852–1864)
- Rainou von Sabran († 1224), Graf von Forcalquier
- Rainow, Bogomil (1919–2007), bulgarischer Schriftsteller und Kunstwissenschaftler
- Rainow, Nikolai (1889–1954), bulgarischer Schriftsteller und Kunstwissenschaftler
- Rainprechter, Johann Nepomuk Franz Seraph (1752–1812), deutsch-österreichischer Komponist der Klassik
- Rainprechter, Mia (* 1998), deutsche Nachwuchsschauspielerin
- Rains, Albert (1902–1991), US-amerikanischer Politiker
- Rains, Ashleigh (* 1989), kanadische Filmschauspielerin
- Rains, Claude (1889–1967), englisch-US-amerikanischer SchauspielerClaude Rains (1889–1967)

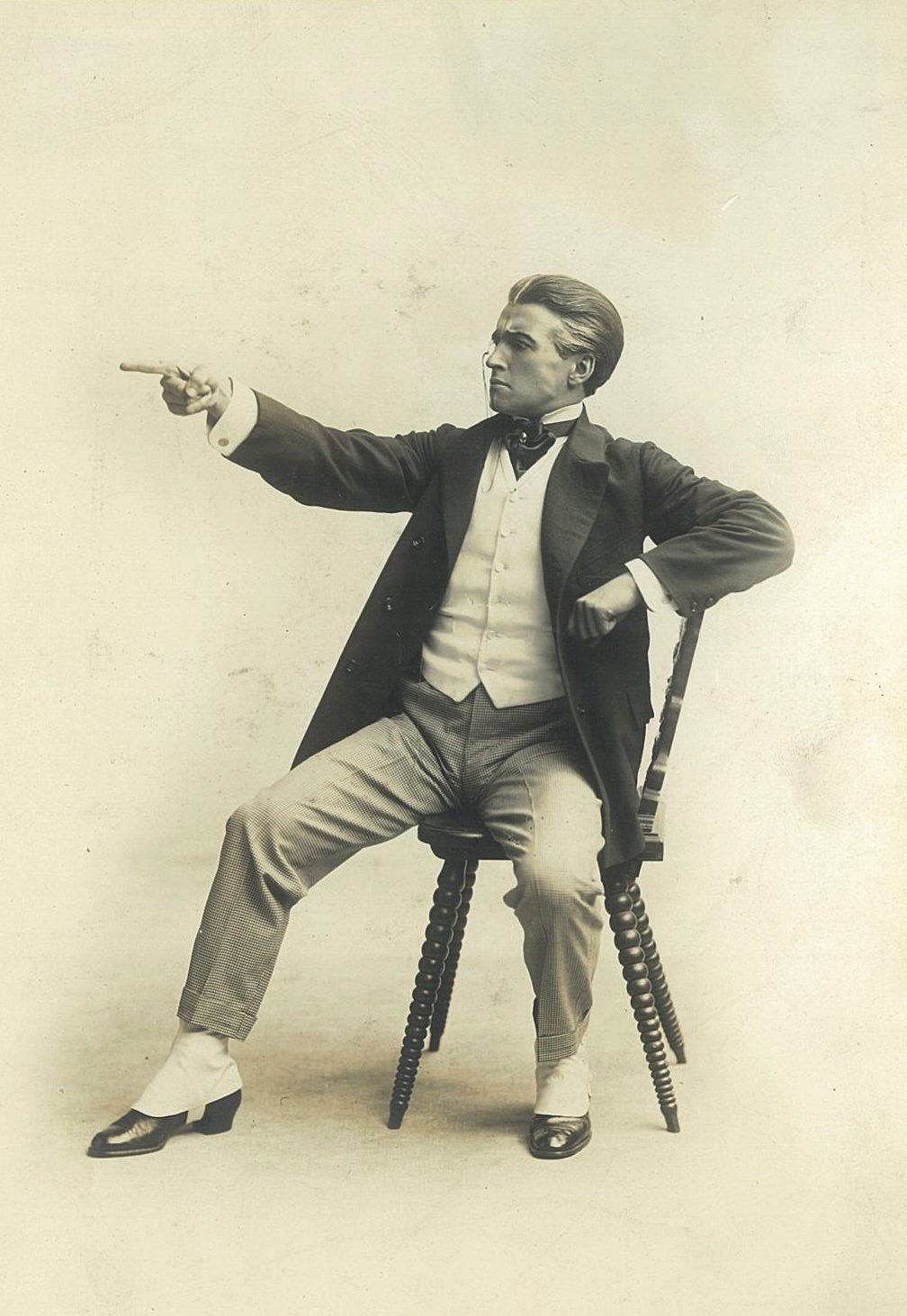
Claude Rains (1889–1967)

- Rains, Darby Lloyd (* 1947), US-amerikanische Pornodarstellerin
- Rains, Dominic (* 1982), iranisch-US-amerikanischer Schauspieler
- Rains, Gabrielle (* 1998), kanadische Diskuswerferin
- Rains, Leon (1870–1954), US-amerikanischer Opernsänger (Bass), Schauspieler und Gesangspädagoge
- Rainsberger, Lisa (* 1961), US-amerikanische Marathonläufer
- Rainsborough, Michael (* 1963), britischer Politikwissenschaftler
- Rainsford, Max (* 1962), australischer Radrennfahrer
- Rainsley, Sian (* 1997), britische Triathletin
- Rainsperg, Hans (1480–1548), Schweizer Bürgermeister
- Rainulf Drengot († 1045), normannischer Abenteurer und der erste Graf von Aversa
- Rainville, César (1767–1845), französischer Offizier und Gastwirt in Ottensen
- Rainville, Franz de (1869–1933), deutscher Oberstleutnant, Ritter des Ordens Pour le Mérite
- Rainville, Henri-Benjamin (1852–1937), kanadischer Politiker, Präsident der Nationalversammlung von Québec
- Rainwater, James (1917–1986), US-amerikanischer Physiker
- Rainwater, Marvin (1925–2013), US-amerikanischer Sänger und Songwriter
- Rainy, Harry (1792–1876), schottischer Rechtsmediziner und Hochschullehrer

### Raio
- Raiola, Dominic (* 1978), US-amerikanischer American-Football-Spieler
- Raiola, Mino (1967–2022), italienischer Fußballvermittler

### Rais
- Ra’is (* 1995), deutscher Rapper und Sänger
- Rais, Albert (1888–1973), Schweizer Politiker (FDP) und Bundesrichter
- Rais, Gilles de († 1440), französischer Heerführer, Marschall von Frankreich, SerienmörderGilles de Rais († 1440)

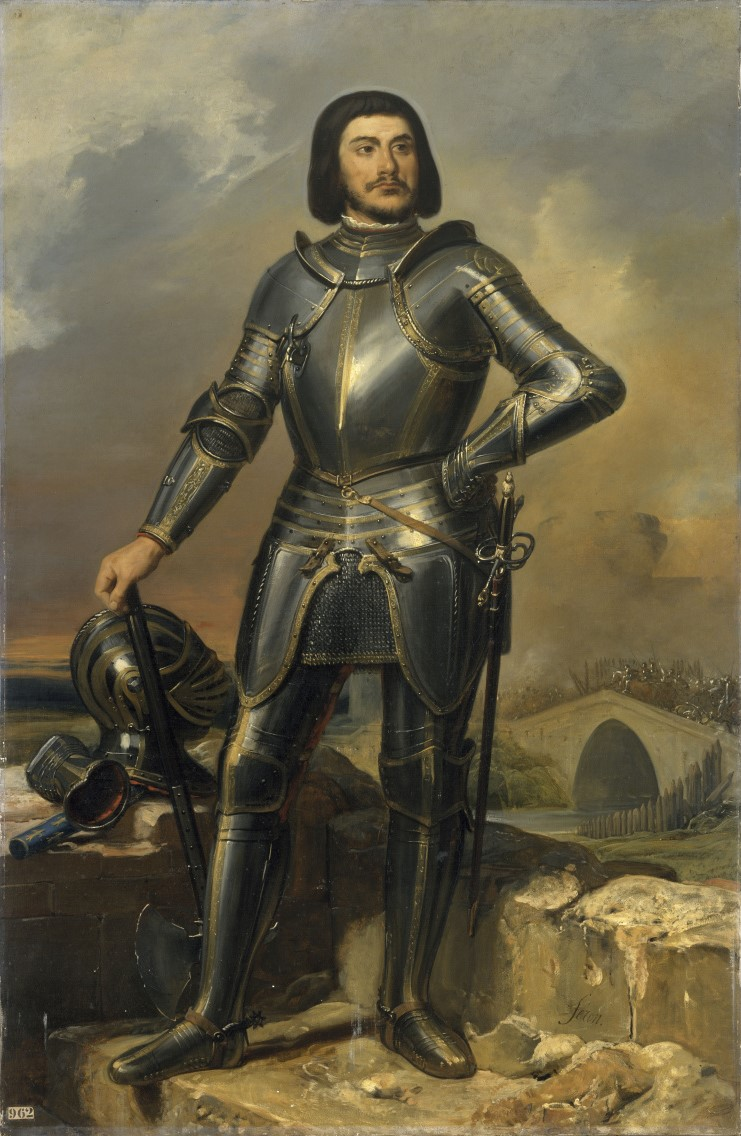
Gilles de Rais († 1440)

- Rais, Karel Václav (1859–1926), tschechischer Autor
- Rais, Karl (1875–1950), württembergischer Landtagsabgeordneter
- Raïs, Mohsen (* 1896), persischer Diplomat
- Raisa, Francia (* 1988), US-amerikanische Schauspielerin
- Raisa, Rosa (1893–1963), polnisch-amerikanische Opernsängerin (Sopran) und Gesangspädagogin
- Räisänen, Tapio (* 1949), finnischer Skispringer
- Räisänen, Timo (* 1979), schwedischer Pop-Musiker
- Räisänen, Tomi (* 1976), finnischer Komponist
- Raisbeck, Alex (1878–1949), schottischer Fußballspieler und -trainer
- Raisch, Peter (1925–2008), deutscher Jurist
- Raisch, Peter (1946–2010), deutscher Polizist und Präsident des Hessischen Landeskriminalamts
- Raischl, Daniel (* 1997), deutscher Fußballspieler
- Raiscop, Aleidis (1449–1507), Benediktinerin und Schriftstellerin
- Raiser, Brunhilde (* 1953), deutsche Theologin
- Raiser, Carl (1872–1954), deutscher Rechtsanwalt und Wirtschaftsjurist
- Raiser, Christian-Markus (* 1962), deutscher Organist, Komponist und Kirchenmusikdirektor
- Raiser, Elisabeth (* 1940), deutsche Historikerin und Linguistin
- Raiser, Johann Nepomuk von (1768–1853), Historiker und Altertumsforscher
- Raiser, Konrad (* 1938), deutscher Theologe, Professor für Systematische Theologie
- Raiser, Ludwig (1904–1980), deutscher Jurist, Professor für Bürgerliches, Handels- und Wirtschaftsrecht
- Raiser, Maria (1885–1966), deutsche Politikerin (CDU), MdL
- Raiser, Rolf (1903–1973), deutscher Versicherungsjurist
- Raiser, Thomas (1935–2024), deutscher Jurist und Hochschullehrer
- Raishyan, Qayyum (* 2000), singapurischer Fußballspieler
- Raisi, Ebrahim (1960–2024), iranischer GeistlicherEbrahim Raisi (1960–2024)

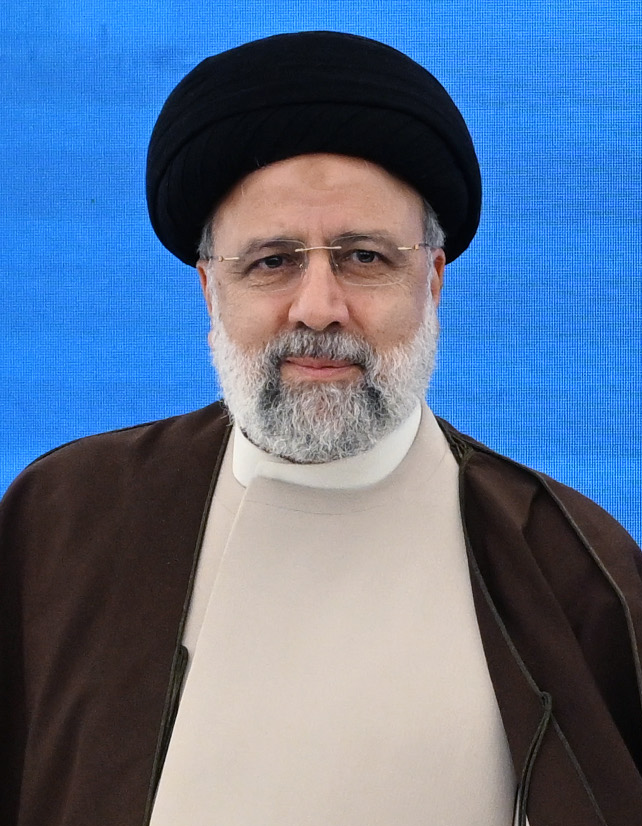
Ebrahim Raisi (1960–2024)

- Raisin, Catherine (1855–1945), britische Geologin und Hochschullehrerin
- Raisin, Françoise (1662–1721), französische Schauspielerin
- Raisin, Frédéric (1851–1923), Schweizer Jurist, Politiker und Kunstsammler
- Raisin, Jean-Baptiste (1655–1693), französischer Schauspieler
- Raisin, Saul (* 1983), US-amerikanischer Radrennfahrer
- Raisma, Kenneth (* 1998), estnischer Tennisspieler
- Raisman, Alexandra (* 1994), US-amerikanische Kunstturnerin
- Raisman, Juli Jakowlewitsch (1903–1994), sowjetischer und russischer Regisseur und Drehbuchautor
- Raisner, Albert (1922–2011), französischer Harmonikaspieler, Fernseh- und Radio-Moderator
- Raisner, Kim (* 1972), deutsche Moderne Fünfkämpferin
- Raison, André († 1719), französischer Organist und Komponist
- Raison, August Friedrich Karl von (1843–1915), deutschbaltischer Jurist
- Raison, Ernst August von (1807–1882), baltendeutscher Theologe und Heimatforscher
- Raison, Friedrich Wilhelm von (1726–1791), Staatsmann und Gelehrter
- Raison, Miranda (* 1977), britische Film- und TheaterschauspielerinMiranda Raison (* 1977)

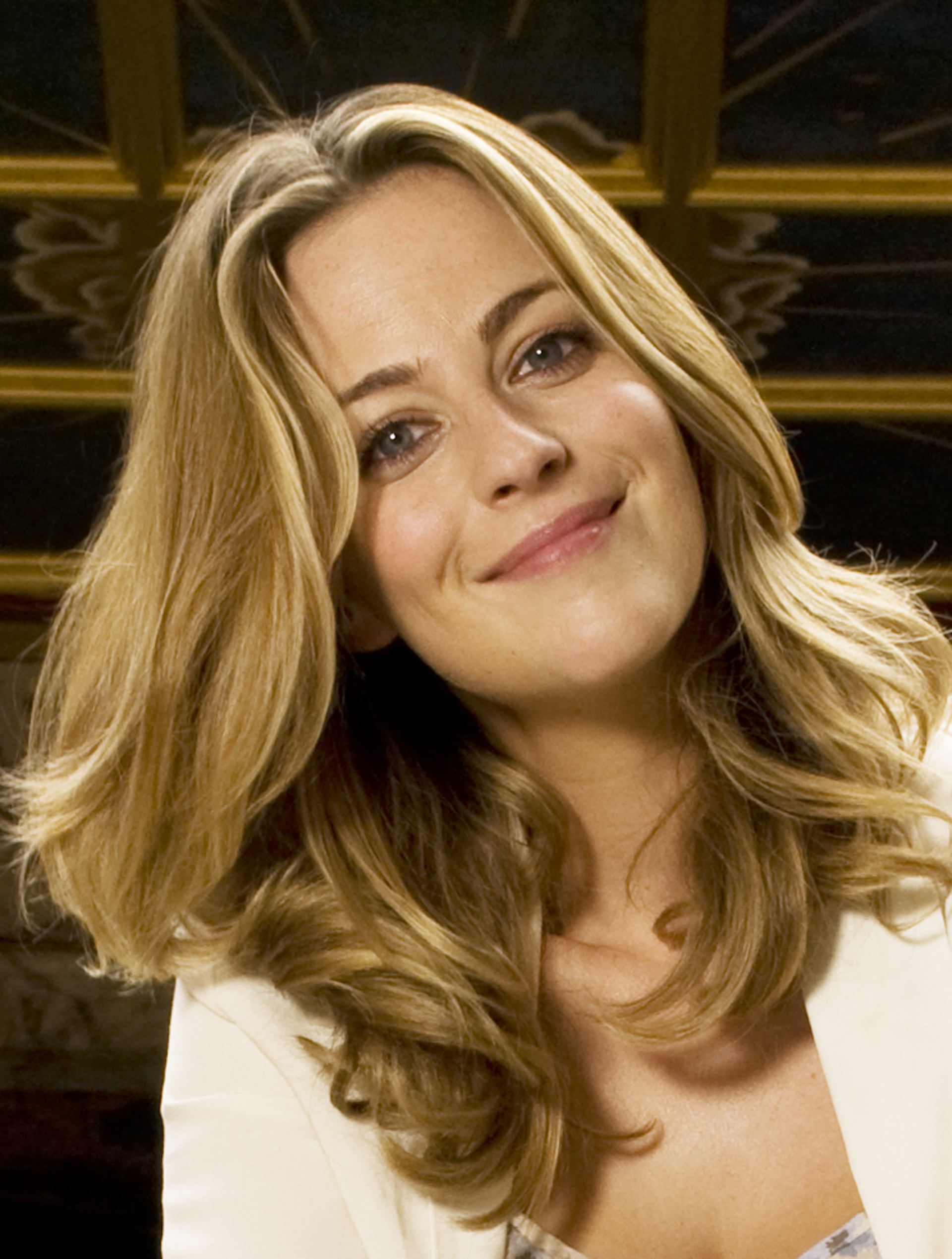
Miranda Raison (* 1977)

- Raison, Timothy (1929–2011), britischer Politiker (Conservative Party), Mitglied des House of Commons, Journalist und Autor
- Raiß, Wilhelm (1900–1982), deutscher Maschinenbauingenieur und Hochschullehrer
- Raiss, Yannik (* 1989), deutsch-brasilianischer Schauspieler und Sprecher
- Raissig, Walter (1910–1987), Schweizer Politiker (FDP)
- Raissouni, Soulaiman (* 1972), marokkanischer Journalist und Menschenrechtsaktivist
- Raistenskis, Juozas (* 1953), litauischer Arzt und Politiker
- Raisters, Ēriks (1913–1942), lettischer Fußballspieler
- Raistrick, Harold (1890–1971), britischer Biochemiker
- Raišuotis, Everistas (1951–1996), litauischer Choreograf und Politiker (Seimas)

### Rait
- Rait-Kowaljowa, Rita (1898–1988), russische Schriftstellerin und Übersetzerin
- Raita bint al-Saffah, Prinzessin der Abbasiden-Dynastie
- Raita, Antti (1883–1968), finnischer Radrennfahrer
- Raita, Henna (* 1975), finnische Skirennläuferin
- Raitala, Jukka (* 1988), finnischer Fußballspieler
- Raitanen, Pasi (* 1971), finnischer Eishockeytorwart
- Raitanen, Topi (* 1996), finnischer Leichtathlet
- Raitano, Natalie (* 1966), US-amerikanische Schauspielerin
- Raitenau, Wolf Dietrich von (1559–1617), österreichischer Fürsterzbischof von Salzburg (1587–1612)Wolf Dietrich von Raitenau (1559–1617)

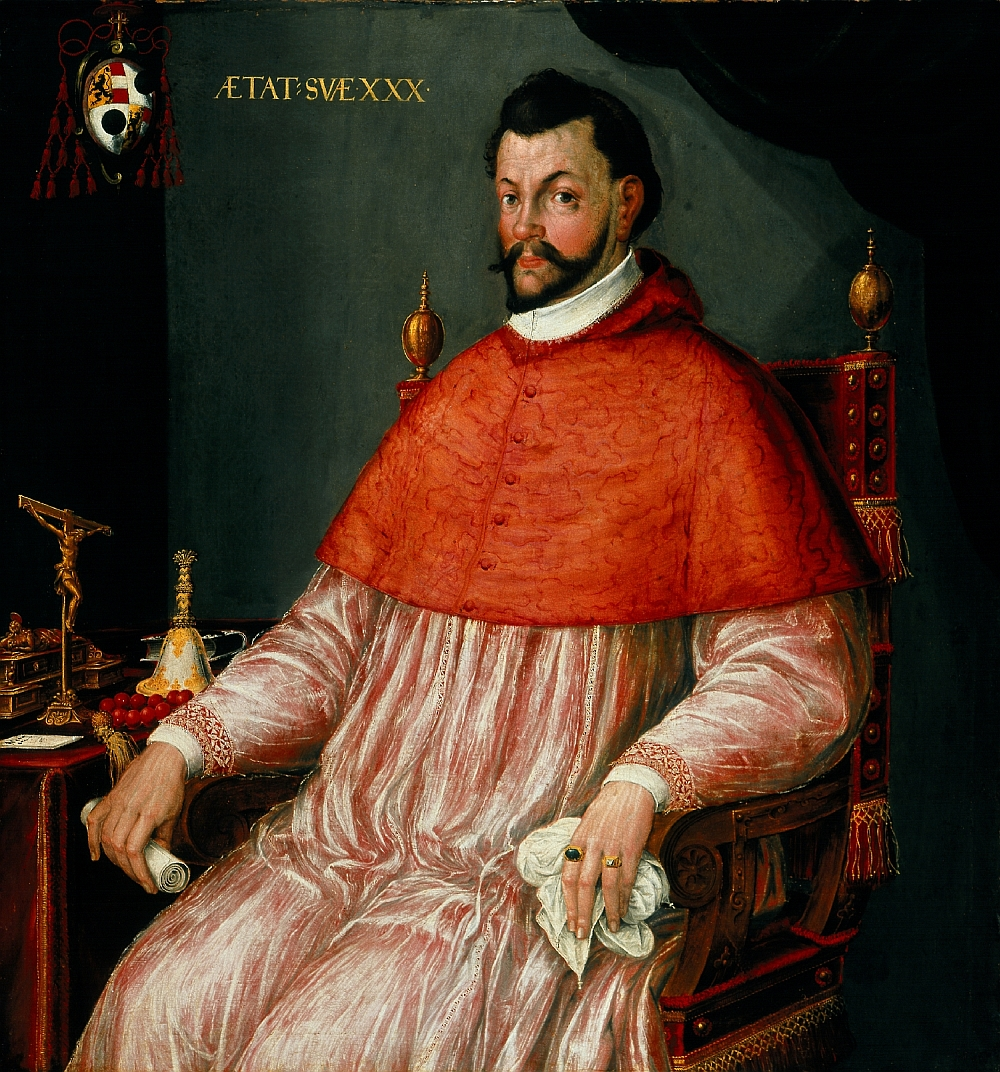
Wolf Dietrich von Raitenau (1559–1617)

- Raith, Balthasar (1616–1683), württemberger evangelischer Theologe und Rektor der Universität Tübingen
- Raith, Erich (* 1954), österreichischer Architekt
- Raith, Michael (1944–2005), Schweizer Historiker, Autor, Theologe und Lokalpolitiker
- Raith, Ronny (* 1976), deutscher Politiker (CSU) und Jurist
- Raith, Sissy (* 1960), deutsche Fußballspielerin und Fußballtrainerin
- Raith, Werner (1940–2001), deutscher Erziehungswissenschaftler, Schriftsteller, Journalist und Übersetzer
- Raith, Wilhelm (1932–2020), deutscher Physiker
- Raith-Paula, Elisabeth (* 1955), deutsche Medizinerin und Buchautorin
- Raithel, Franz (1905–1935), deutscher Skisportler und Offizier
- Raithel, Hans (1864–1939), deutscher Heimatdichter, Schriftsteller und Gymnasialprofessor
- Raithel, Heribert (1910–1976), deutscher Oberst der Wehrmacht im Zweiten Weltkrieg
- Raithel, Hugo (1932–2020), deutscher Komponist, Dirigent, Pianist
- Raithel, Johann (1897–1961), deutscher Generalleutnant der Luftwaffe im Zweiten Weltkrieg
- Raithel, Julius (* 1991), deutscher Segler
- Raithel, Jürgen (* 1969), deutscher Psychologe und Erziehungswissenschaftler
- Raithel, Thomas (* 1958), deutscher Neuzeithistoriker
- Raithel, Wilhelm (1894–1960), deutscher Generalleutnant
- Raither, Arthur (1911–1988), deutscher Landwirt, Agrarpolitiker und Genossenschaftler
- Raithofer, Hary (* 1965), österreichischer RadiomoderatorHary Raithofer (* 1965)

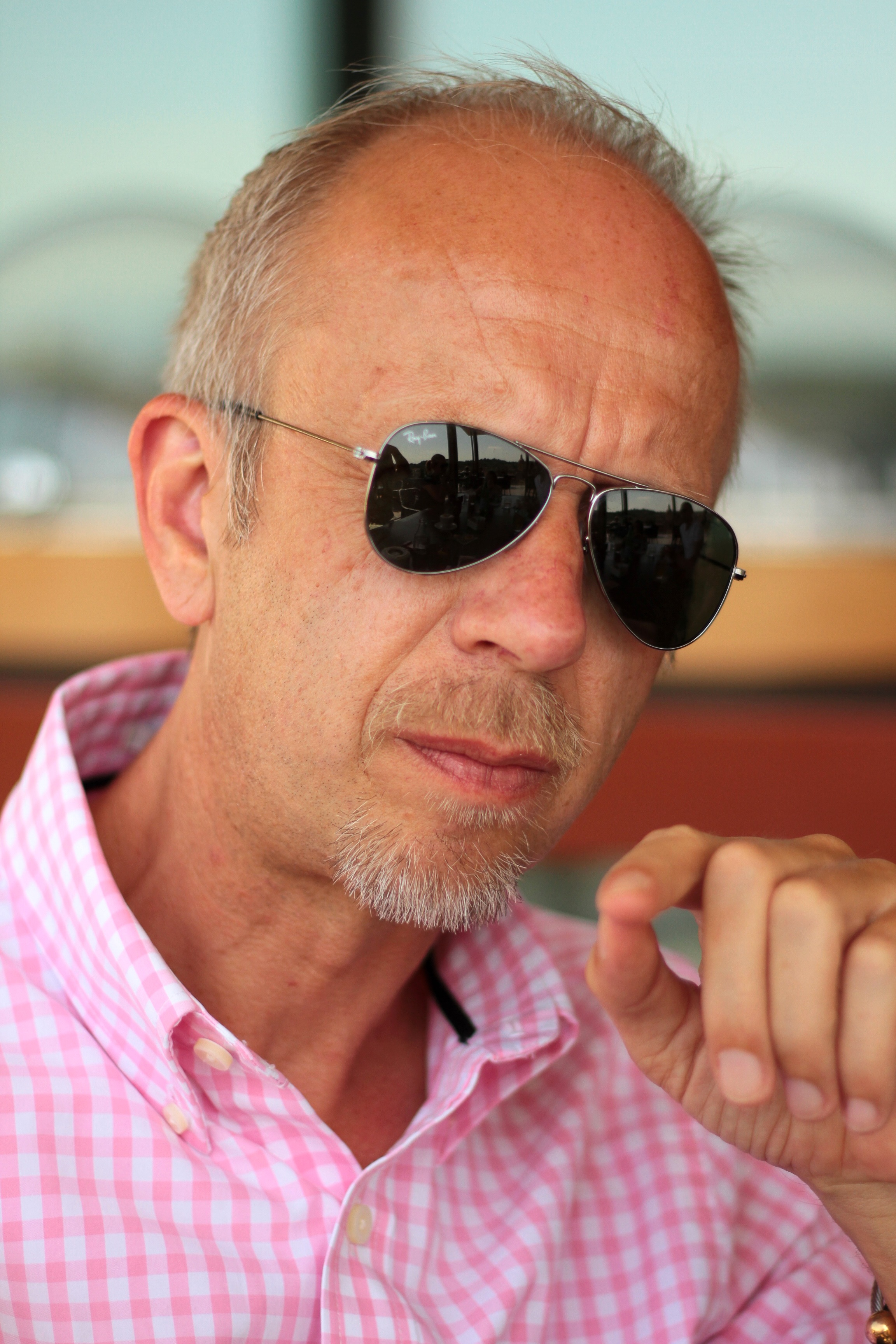
Hary Raithofer (* 1965)

- Raitio, Väinö (1891–1945), finnischer Komponist
- Raitt, Bonnie (* 1949), US-amerikanische Blues- und Country-Sängerin
- Raitt, Jill (* 1931), US-amerikanische römisch-katholische Theologin
- Raitt, Lisa (* 1968), kanadische Politikerin
- Raittila, Hannu (* 1956), finnischer Schriftsteller und Kolumnist
- Raitz von Frentz zu Kendenich, Edmund Hermann († 1721), Domherr in Münster
- Raitz von Frentz, Adolf Carl (1797–1867), preußischer Verwaltungsbeamter und Landrat
- Raitz von Frentz, Edmund (1887–1964), deutscher Jurist, Päpstlicher Geheimkämmerer, Schriftsteller und Journalist
- Raitz von Frentz, Emmerich (1803–1874), preußischer Kammerherr und Landrat
- Raitz von Frentz, Jakob (1826–1884), deutscher Beamter und Politiker, MdR
- Raitz von Frentz, Johann, Dompropst in Lüttich und Domherr in Münster und Speyer
- Raitz von Frentz, Johann Dietrich († 1675), Domherr in Münster und Speyer
- Raitz von Frentz, Johann Ebertin († 1638), Domherr in Münster, Speyer und Lüttich
- Raitz von Frentz, Josef (1895–1977), deutscher Wirtschaftswissenschaftler und Verbandsorganisator
- Raitz von Frentz, Maximilian (1885–1967), deutscher Jurist und Politiker (Deutsche Zentrumspartei)

### Raiv
- Raiven (* 1996), slowenische Popsängerin
- Raivio, Derek (* 1984), US-amerikanischer Basketballspieler
- Raivio, Matti (1893–1957), finnischer Skilangläufer
- Raivio, Nik (* 1986), US-amerikanisch-deutscher Basketballspieler
- Raivio, Rick, US-amerikanischer Basketballspieler

### Raiy
- Raiya, Sängersklavin und Dichterin

### Raiz
- Raize, Jason (1975–2004), US-amerikanischer Sänger und Schauspieler
- Raizman, Maurice (1905–1974), französischer Schachspieler
- Raizner, Walter (* 1954), deutscher Manager